# Realismo social

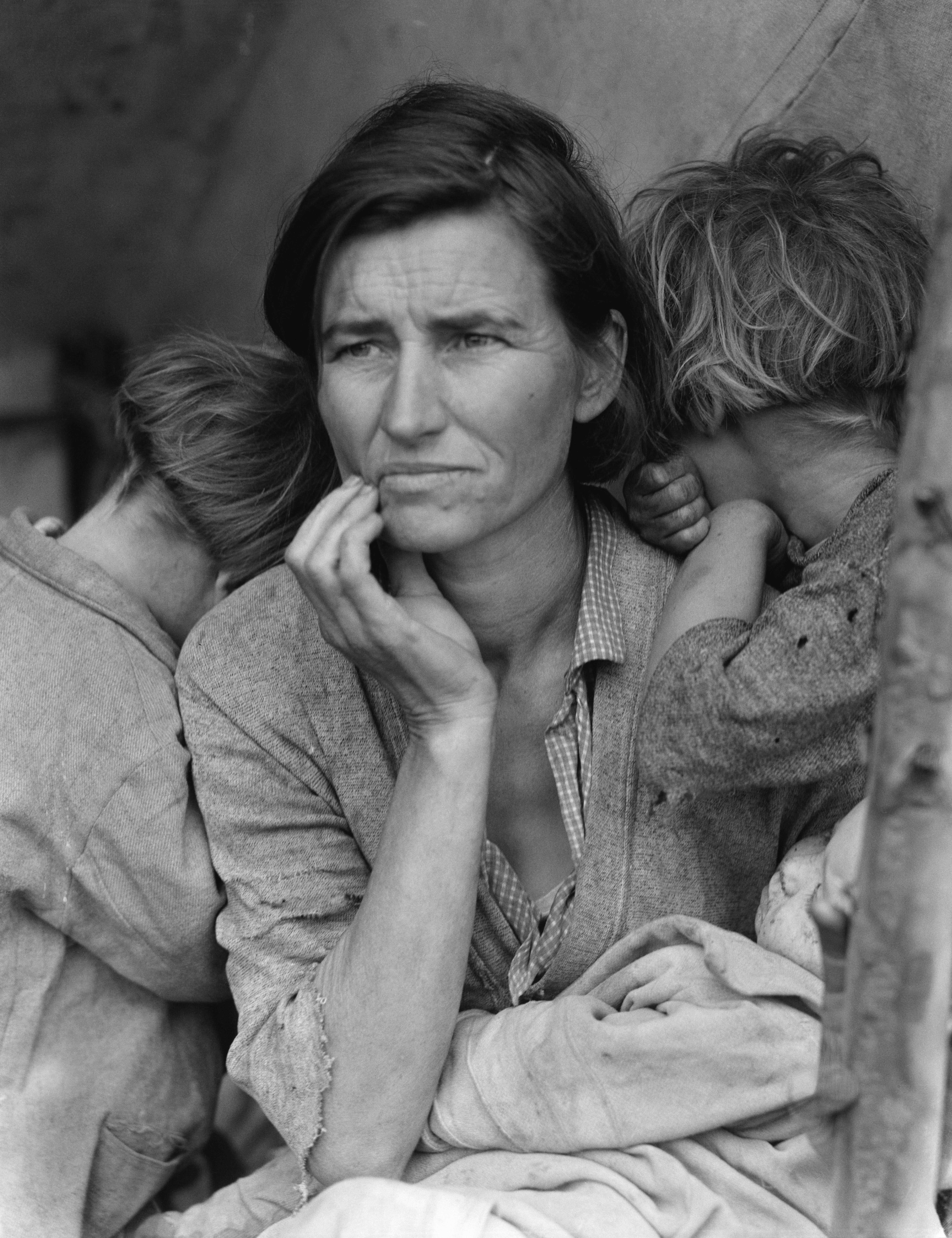
Madre Migrante imagen de Dorothea Lange.

Realismo social es una expresión asociada a una corriente artística con el propósito de expandir y poner énfasis en los problemas sociales en sus obras. Los escritores realistas usaban las problemáticas de la sociedad para escribir sus novelas, designando conceptos diferentes en la historia del arte y de la literatura mediante la asociación de los términos "realismo" y "social", especialmente la denominada "cuestión social" (la situación de los más desfavorecidos);

## Literatura
El realismo literario busca sus temas en la vida cotidiana (costumbrismo). Especialmente se identifica con "lo social" en cuanto a compromiso su derivación más extrema, el naturalismo. Los temas más frecuentes del realismo social en la literatura son: la vida en el campo (Los bravos, Jesús Fernández Santos, 1954), el trabajo (La zanja, de Andrei Platonov, años 1930, no publicada hasta 1987-2000), la juventud burguesa (Fin de fiesta, Beatriz Guido, 1958) y la guerra (Duelo en el paraíso, Juan Goytisolo, 1990). 

### Teatro social
Los temas sociales o la crítica social son un componente esencial del teatro desde sus orígenes; pero, de forma similar al realismo social en la narrativa, son característicos en las obras de ciertos dramaturgos que renuevan la escena europea desde la segunda mitad del siglo XIX.
A mediados del siglo XX se produce un nuevo impulso renovador en el teatro social.

## Artes plásticas
El realismo social en las artes plásticas puede identificarse con el realismo en el arte cuando se aplica a temas "sociales".

### Pintura social de mediados delsigloXIX
El interés de la pintura por reflejar una visión crítica de los problemas sociales o la penosa situación de los humildes puede verse en estilos anteriores (arte de la Edad Moderna); pero lo hace destacadamente en la pintura del Realismo, un movimiento pictórico francés de mediados del siglo XIX. 

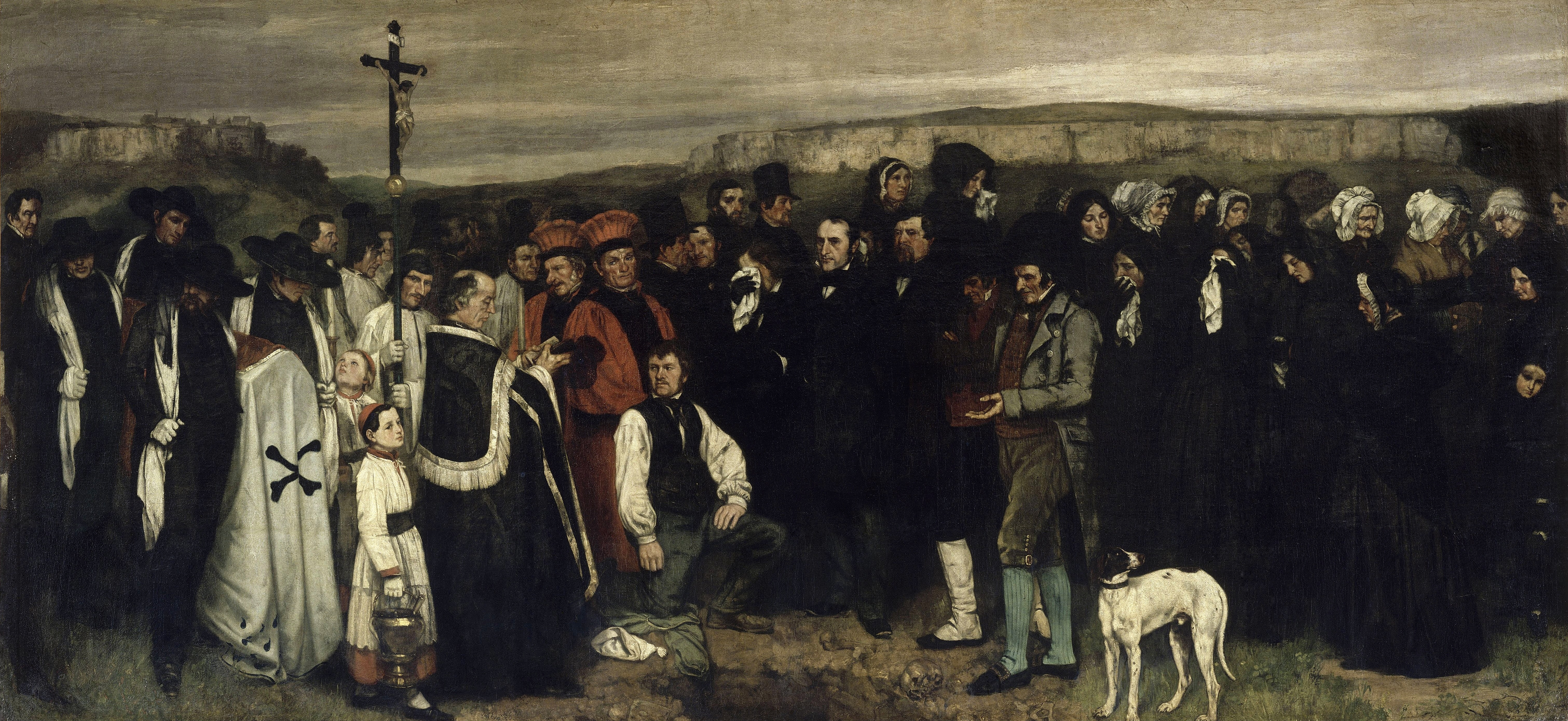
Entierro en Ornans, de Gustave Courbet, 1840.
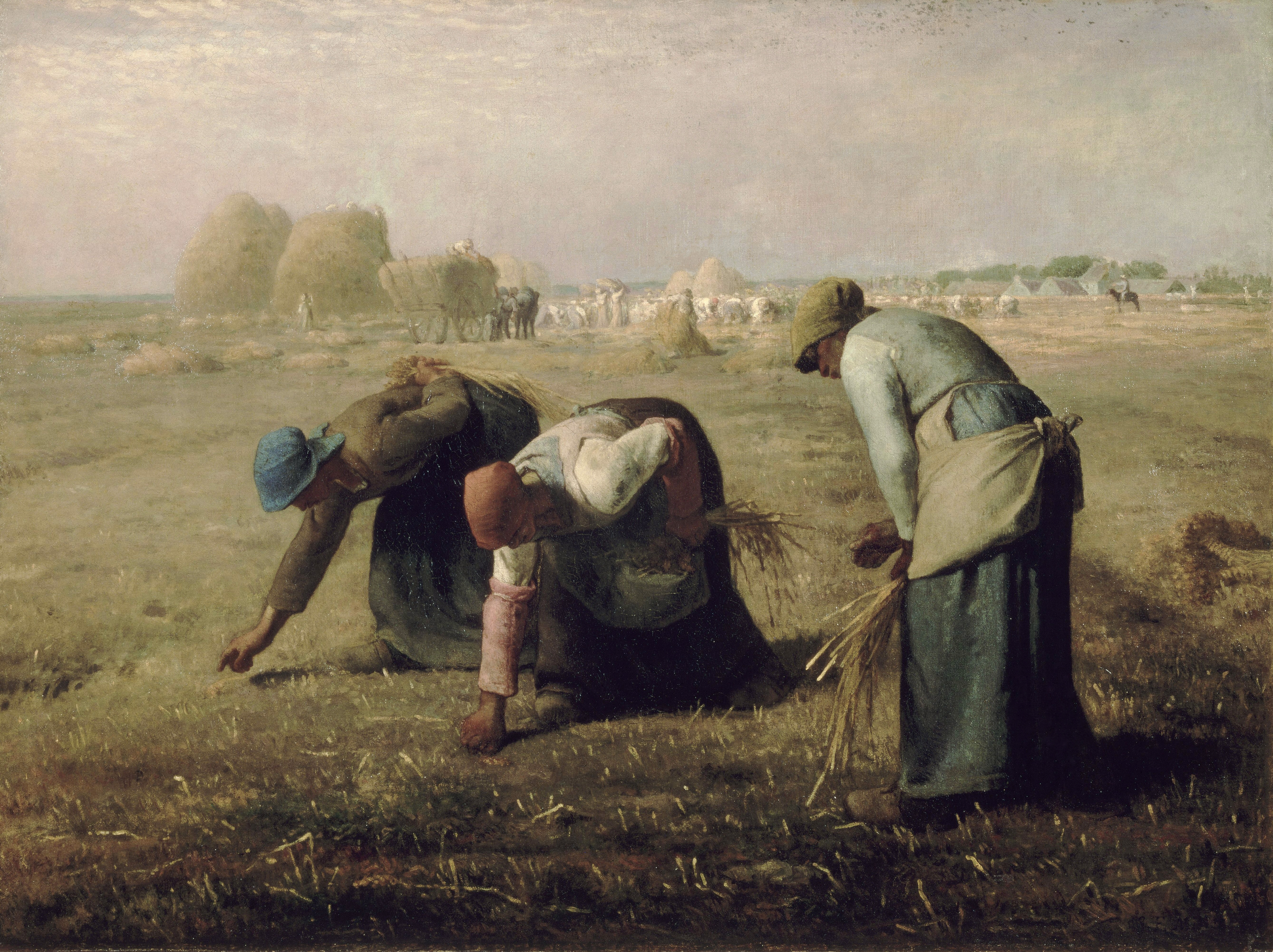
Las espigadoras, de Jean François Millet, 1857.
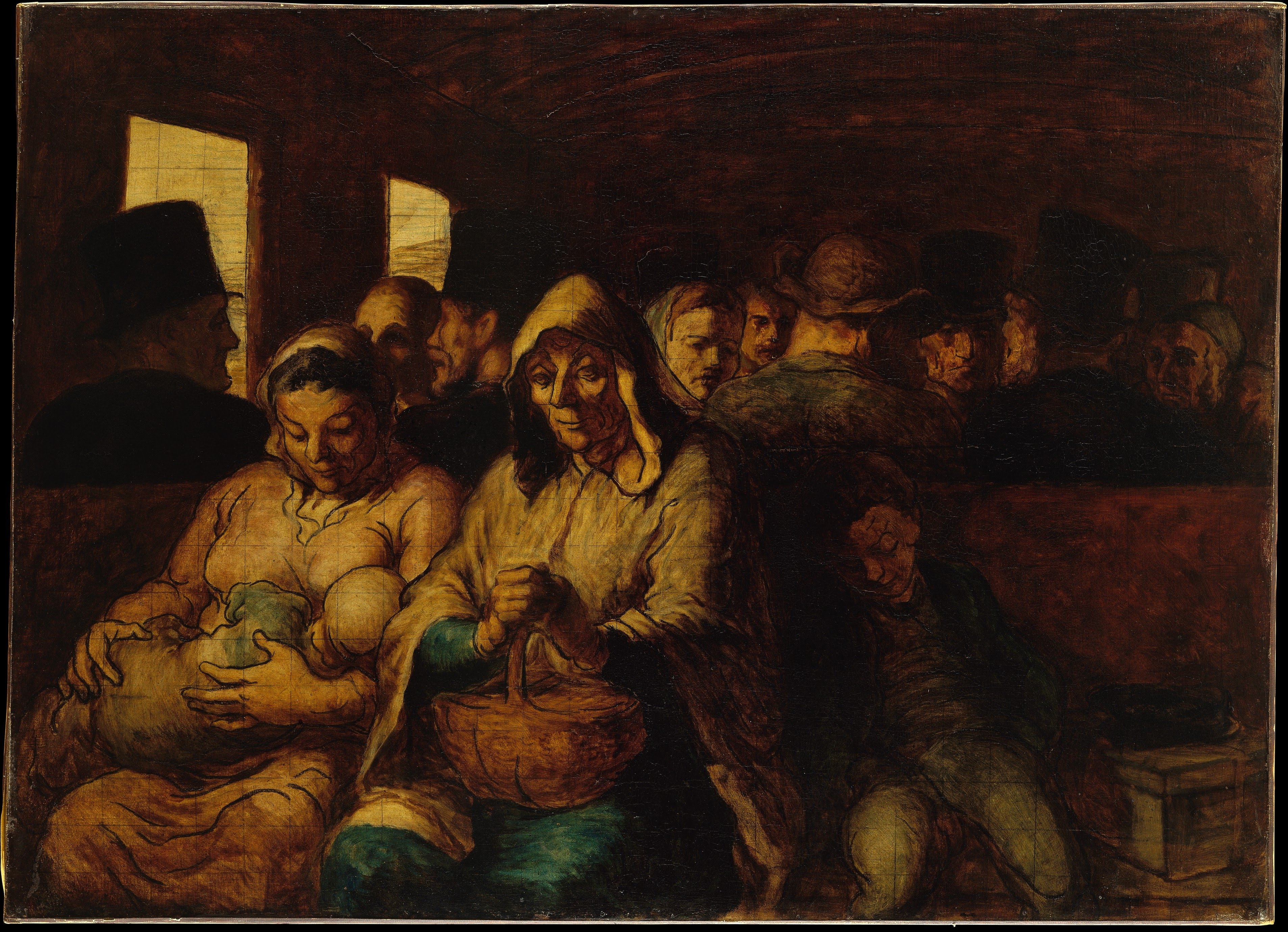
El vagón de tercera clase, de Honoré Daumier, ca. 1862–1864.
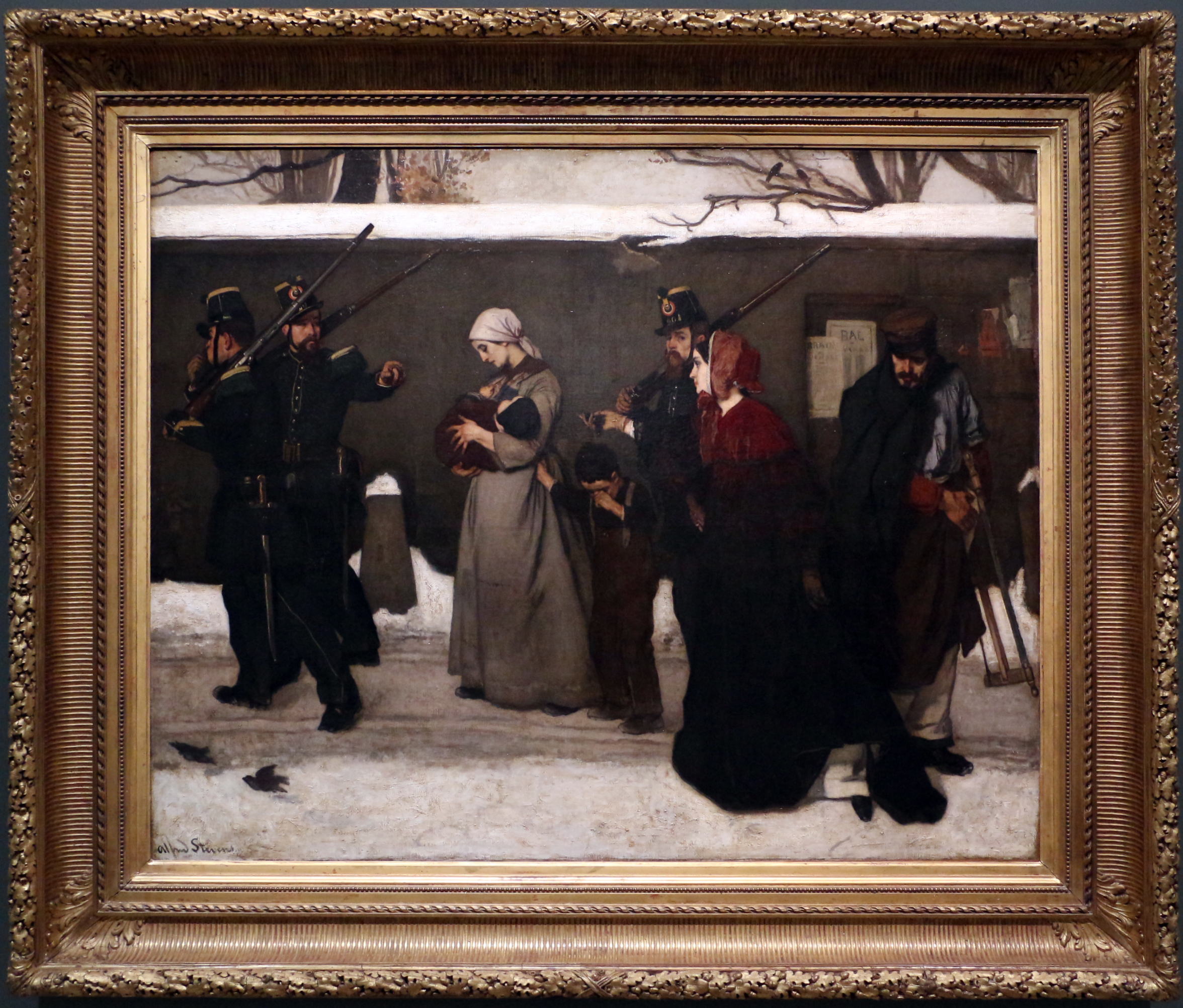
Lo que llamamos vagancia, del belga Alfred Stevens, 1854.

### Pintura social del periodo entre siglos

#### Francia
El grupo de artistas de finales del siglo XIX y comienzos del XX, englobado en la pintura del naturalismo, denominado Bande noire ("banda negra") o Nubiens ("nubios"), y particularmente su líder, Charles Cottet, se distingue por la utilización expresiva de celajes sombríos o agobiantes (el origen del término "negro" de su denominación no ha podido ser establecido entre los muchos propuestos, todos coincidentes en lo esencial: su oposición a la luz y el optimismo de los impresionistas y los Nabis).

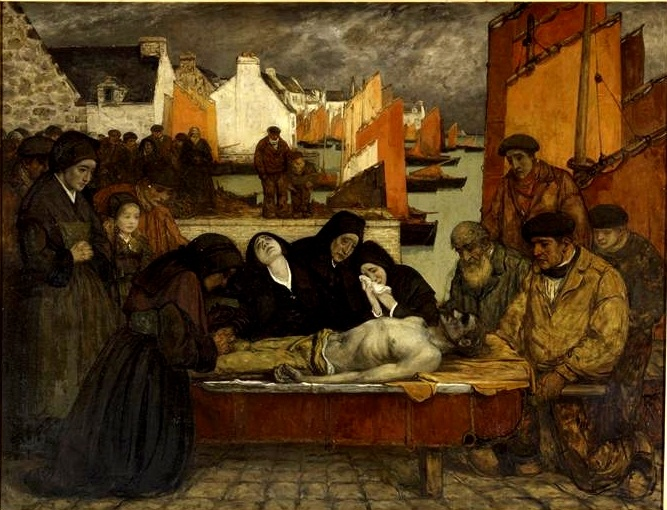
Duelo, o las víctimas del mar, de Cottet, 1898.
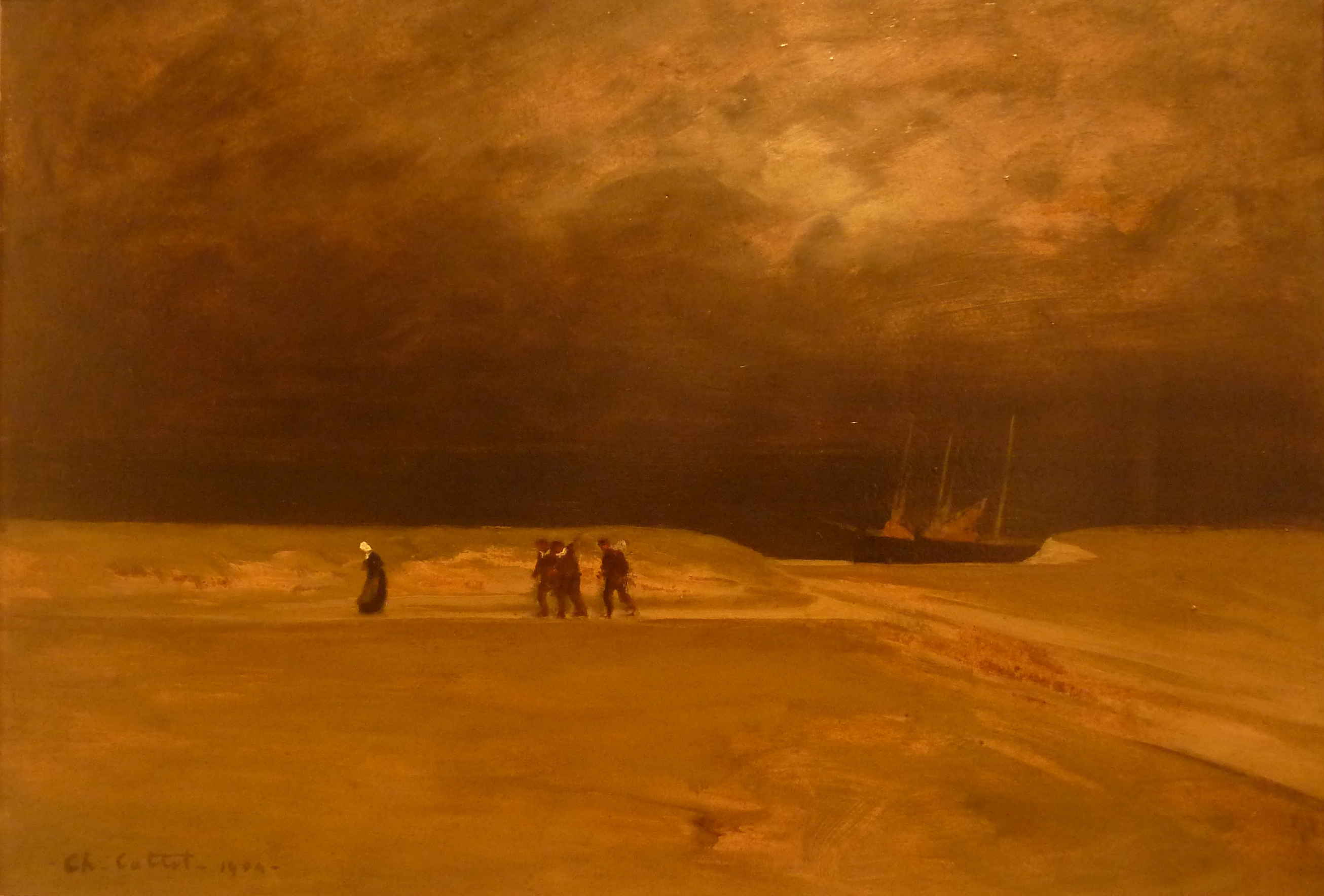
Antes de la tempestad, de Cottet, 1904.
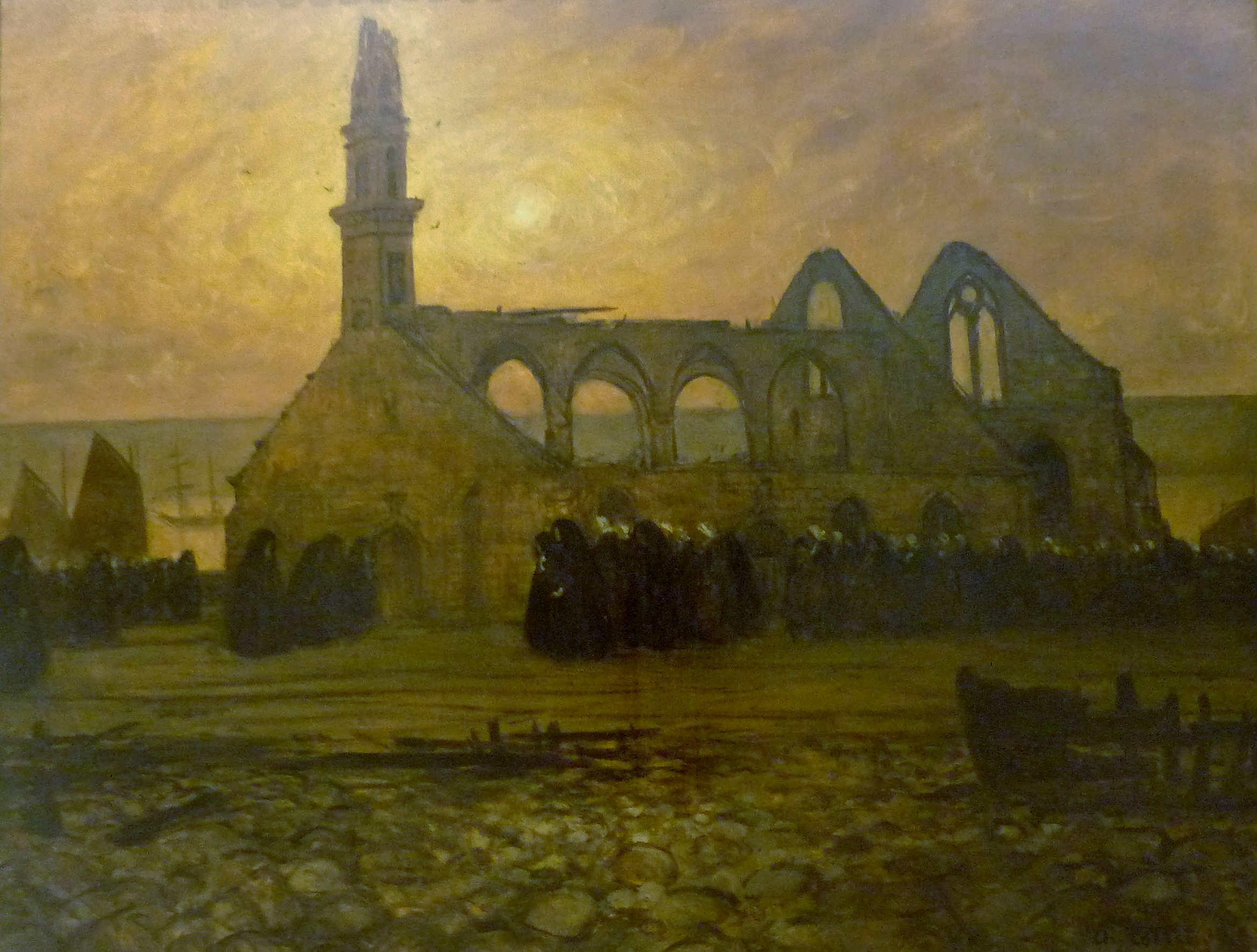
Lamentación de las mujeres de Camaret..., de Cottet, 1911.
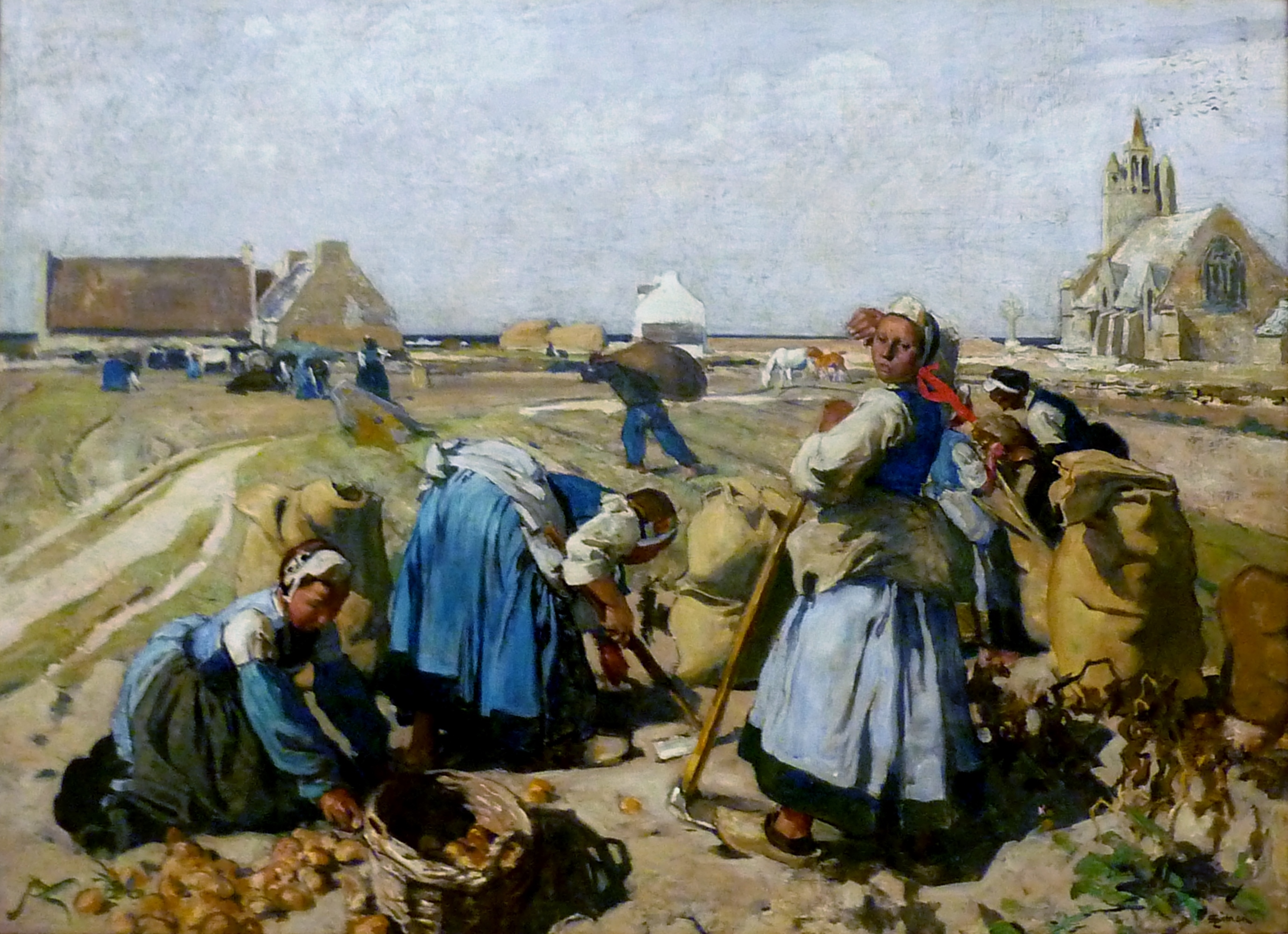
La recogida de patatas, de Lucien Simon, 1907

También tratan la temática social pintores franceses contemporáneos, como 
- Jean-François Raffaëlli, Paul Signac, Jules Bastien-Lepage, Jean Geoffroy, etc.

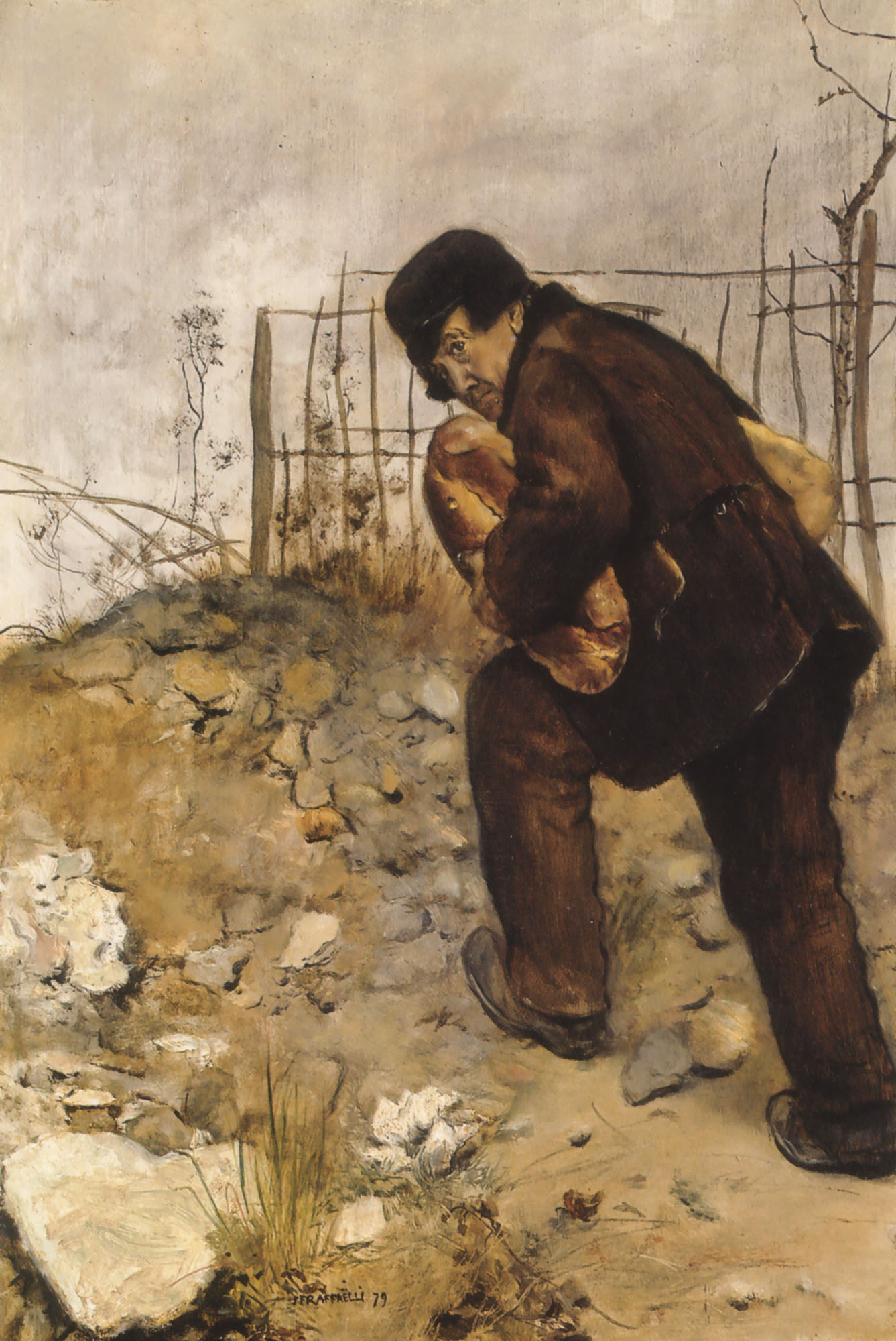
Hombre con dos panes, de Raffaëlli, 1879.
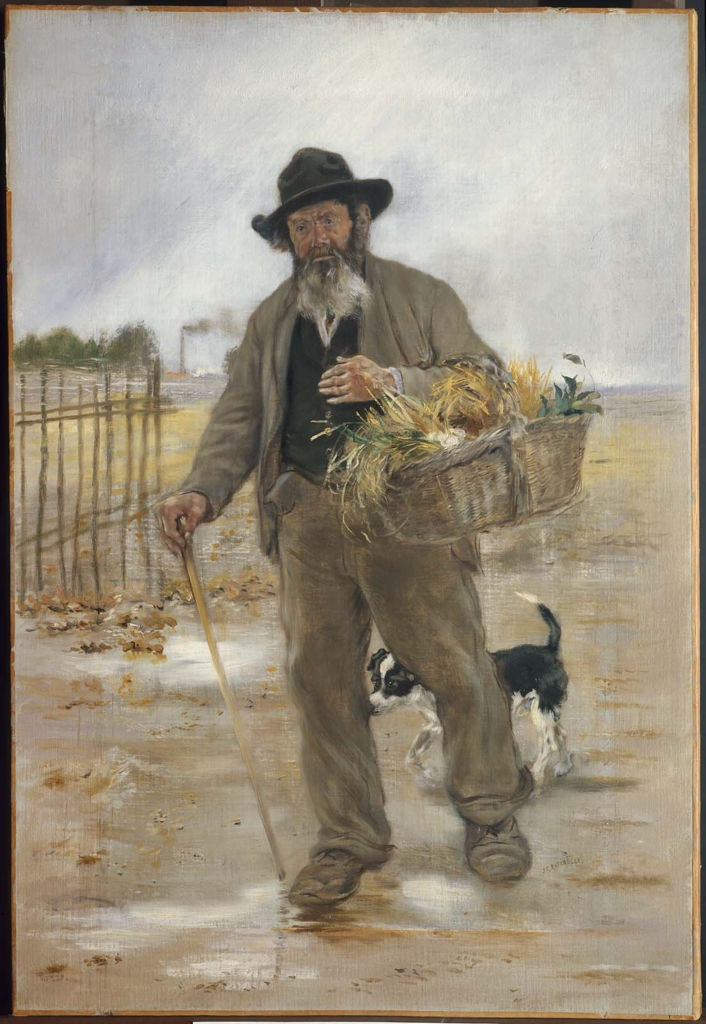
Vendedor de ajos, de Raffaëlli, ca. 1880
Trabajador, de Raffaëlli, ca. 1888.
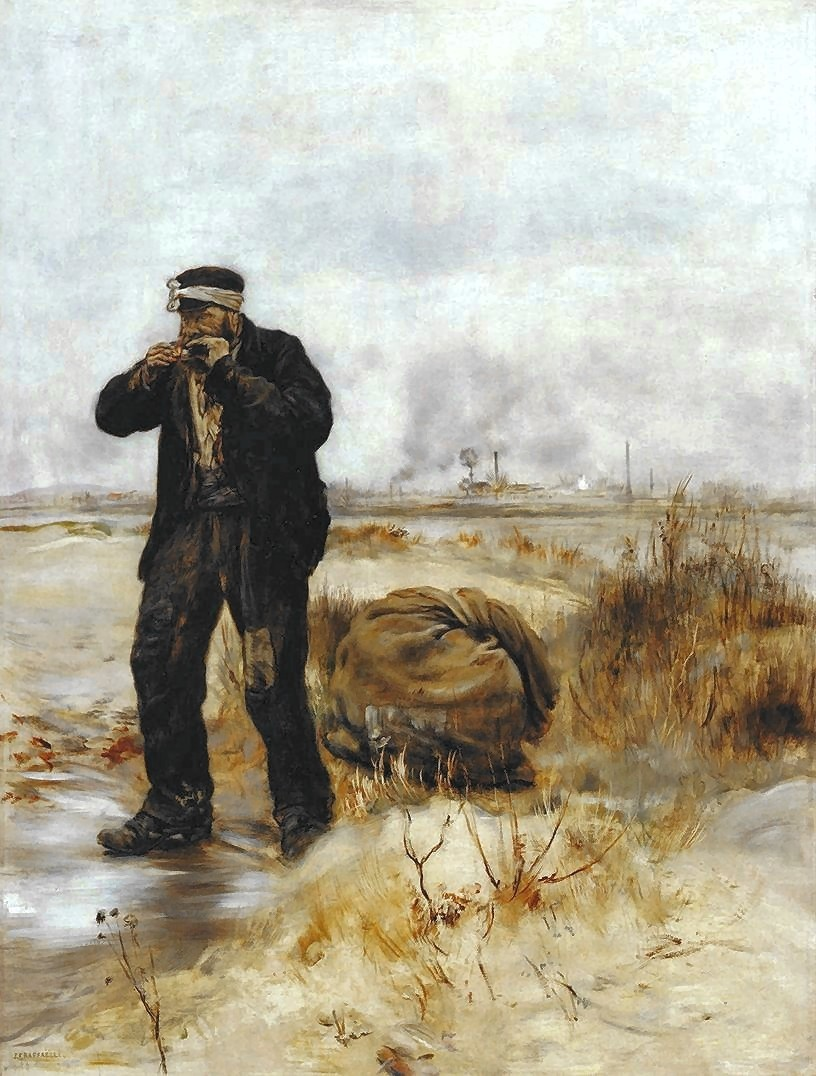
Trapero encendiendo su pipa, de Raffaëlli (sin datar).
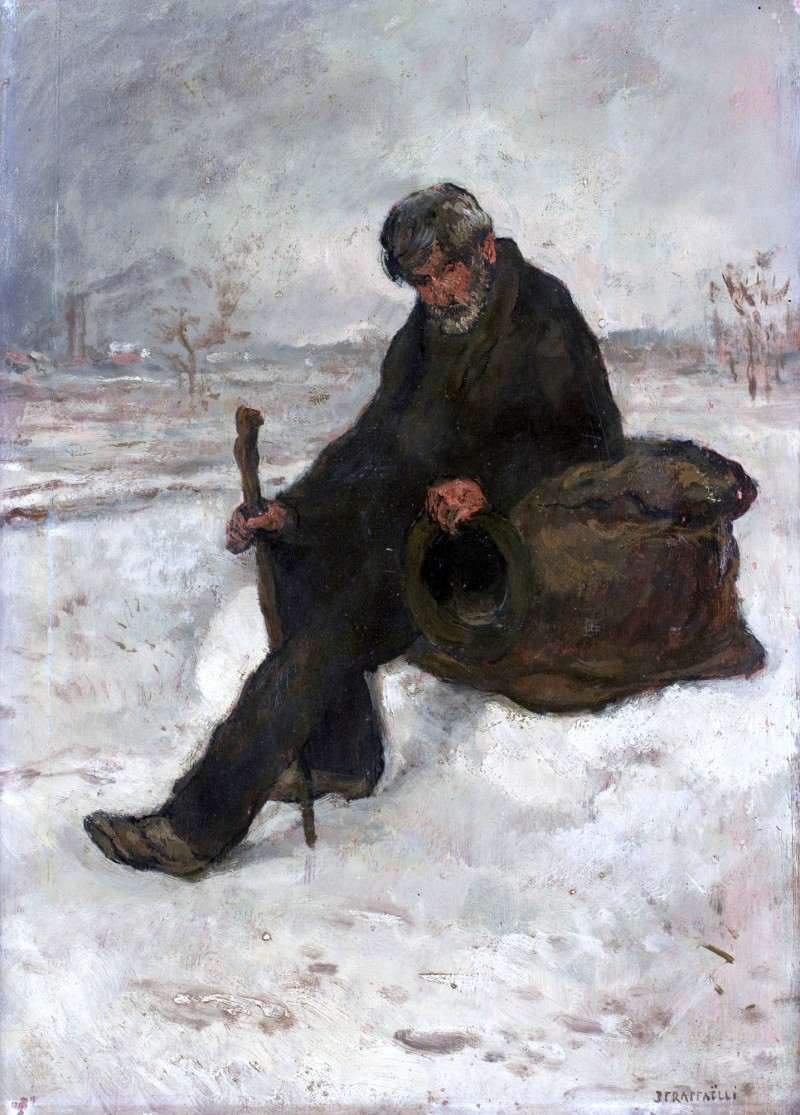
Ferroviario en la nieve, de Raffaëlli (sin datar).
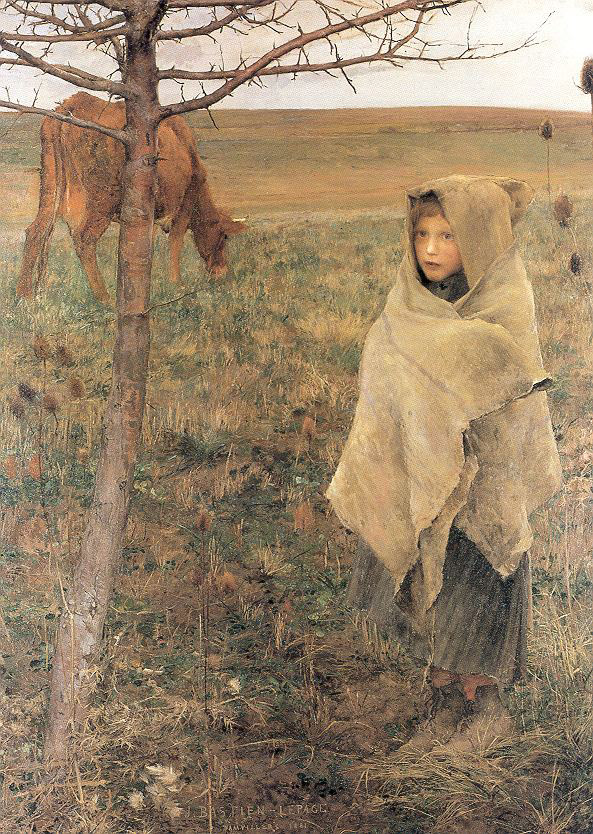
Pobe pajarillo, de Bastien-Lepage, 1881.
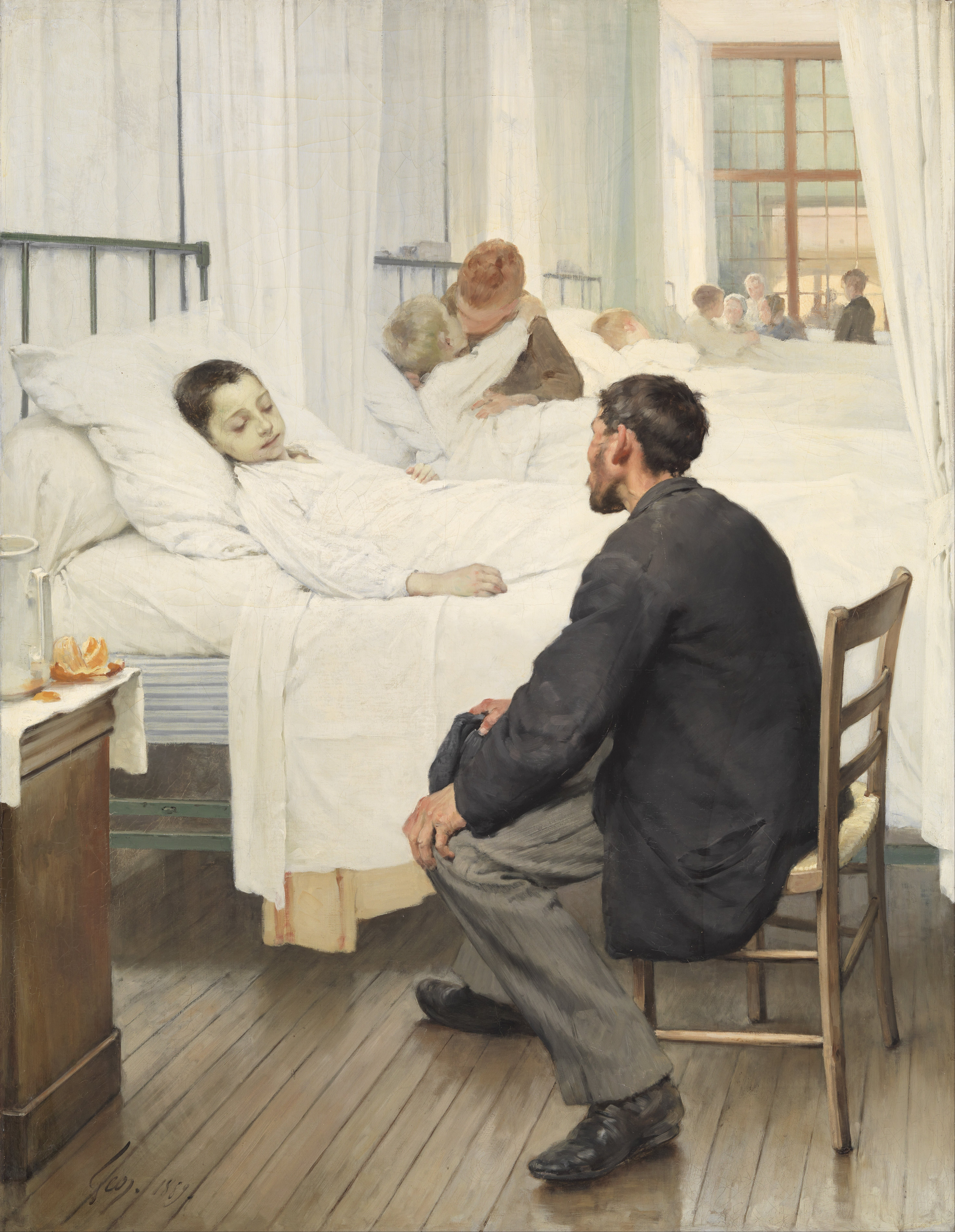
Día de visita en el hospital, de Geoffroy, 1889
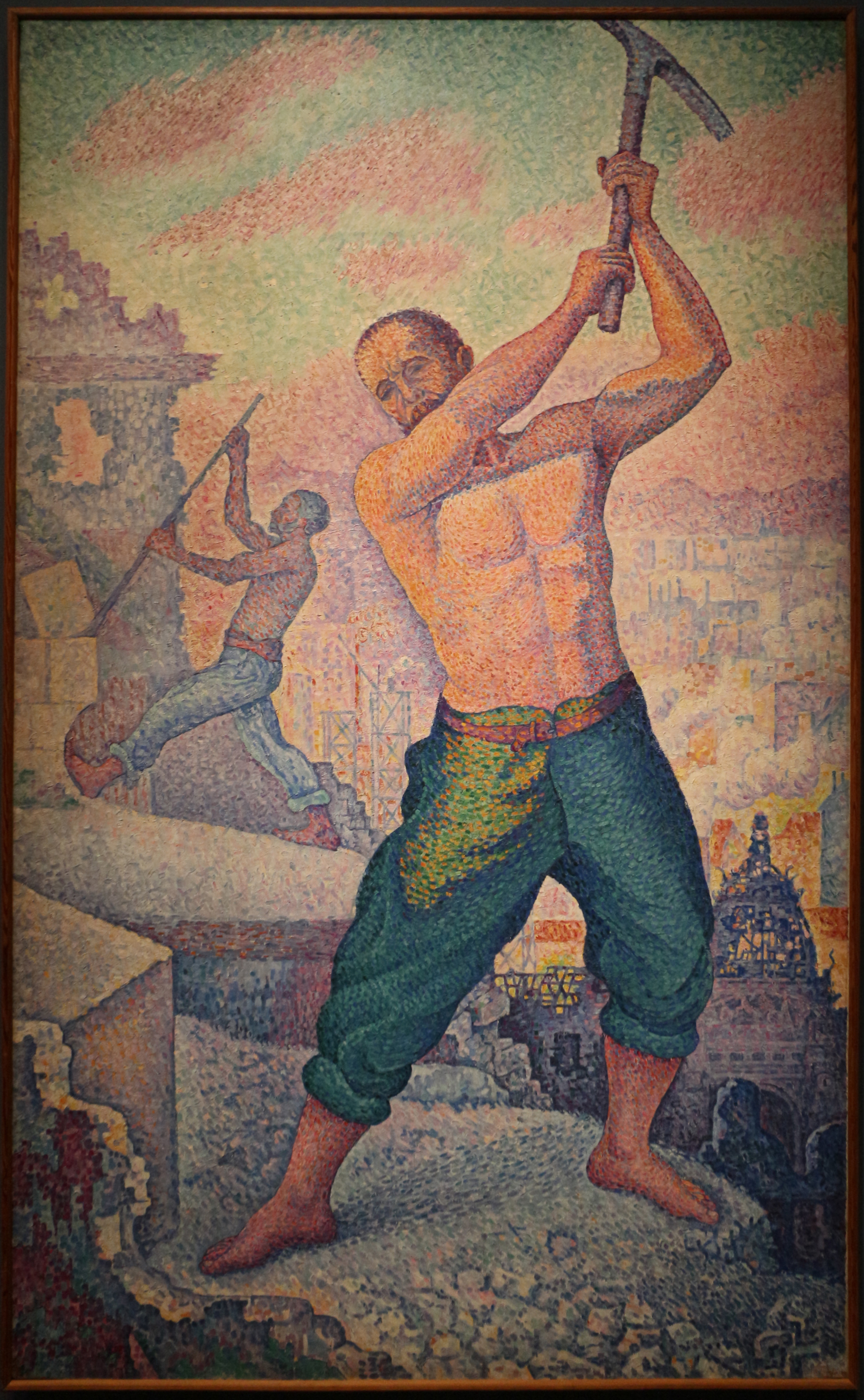
Le Démolisseur, de Signac, 1897.

#### Bélgica
El belga Constantin Meunier (1831-1905):

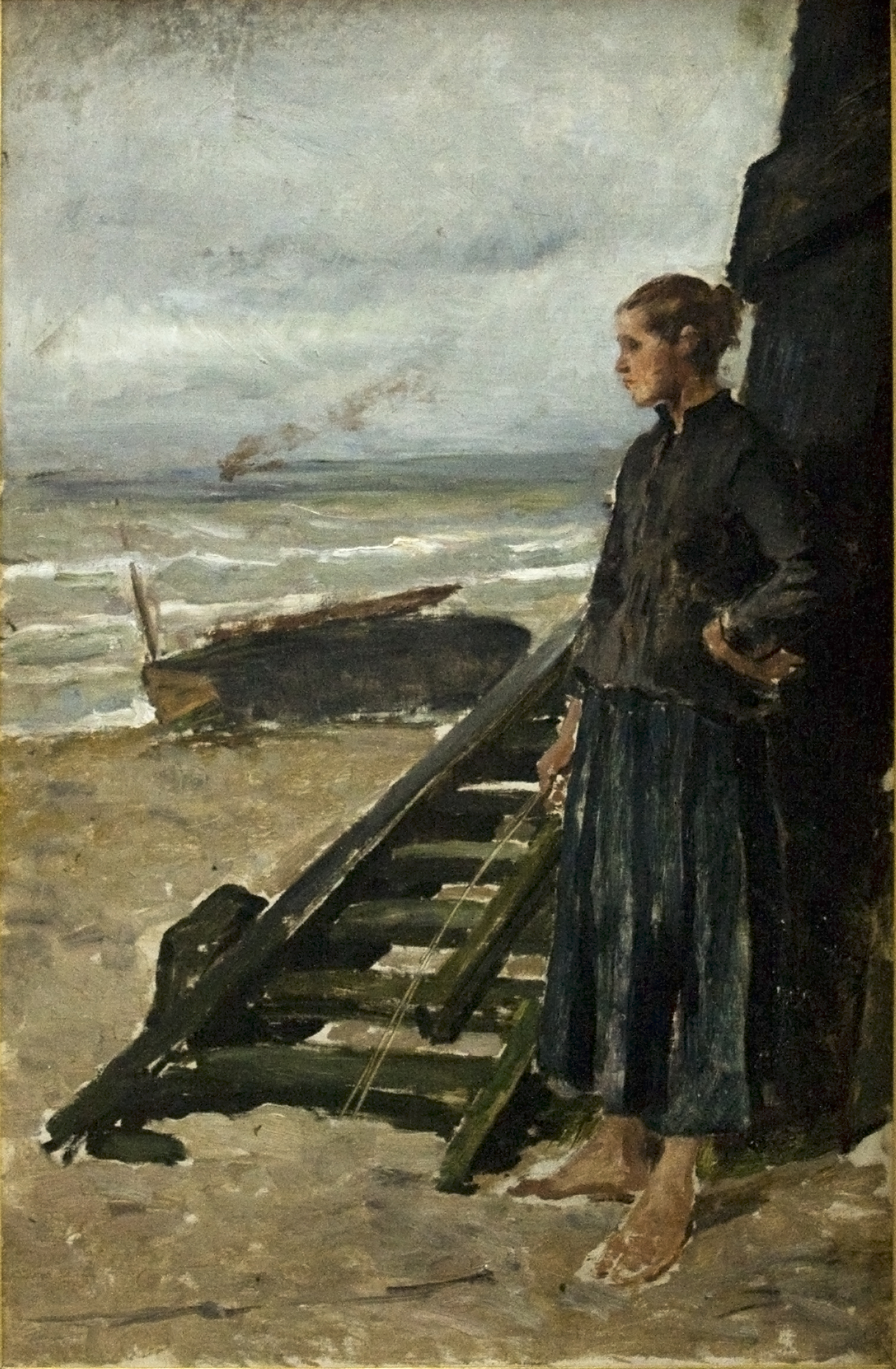
La hija del pescador en Nieuwpoort, sin datar.
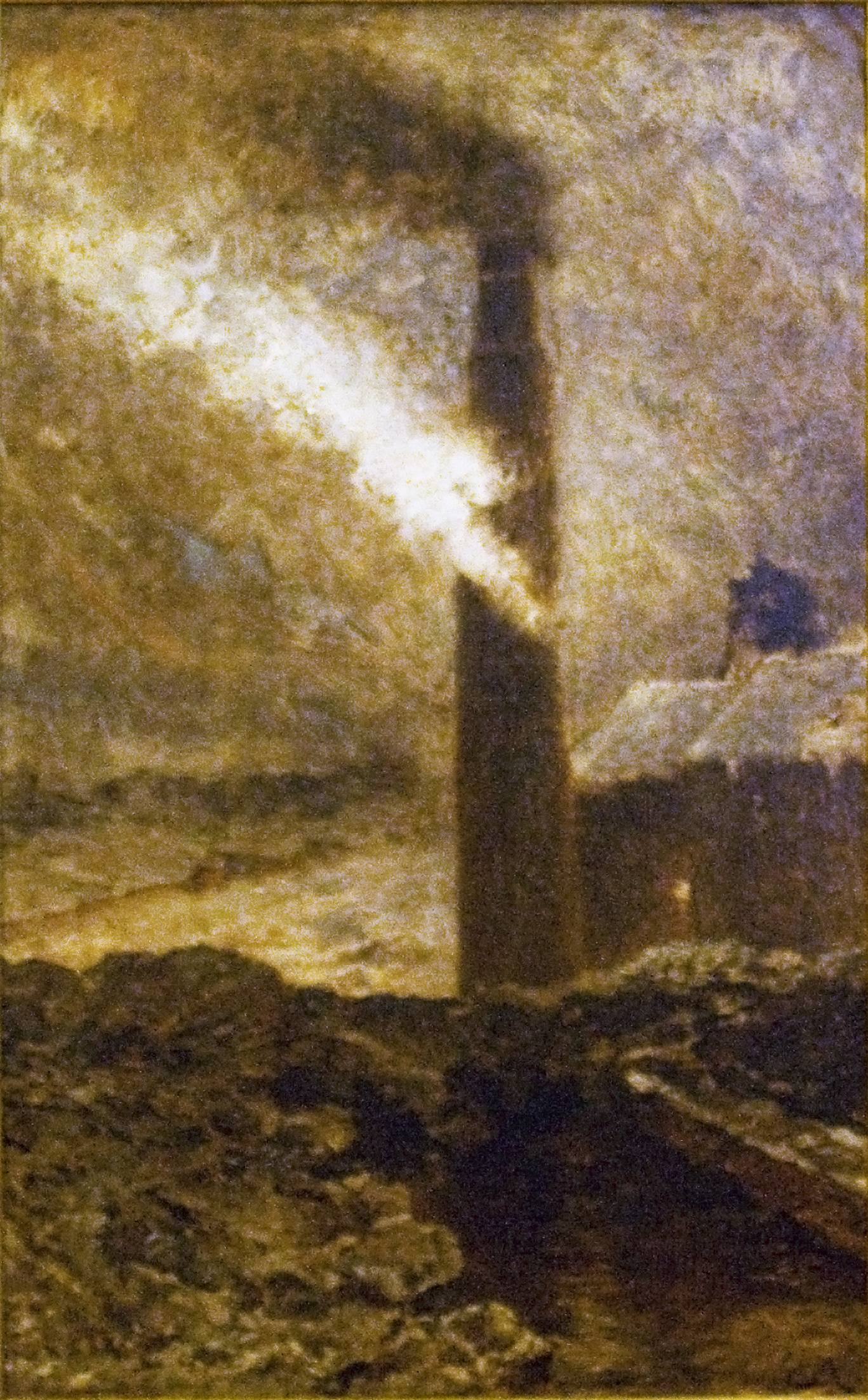
La chimenea, sin datar.
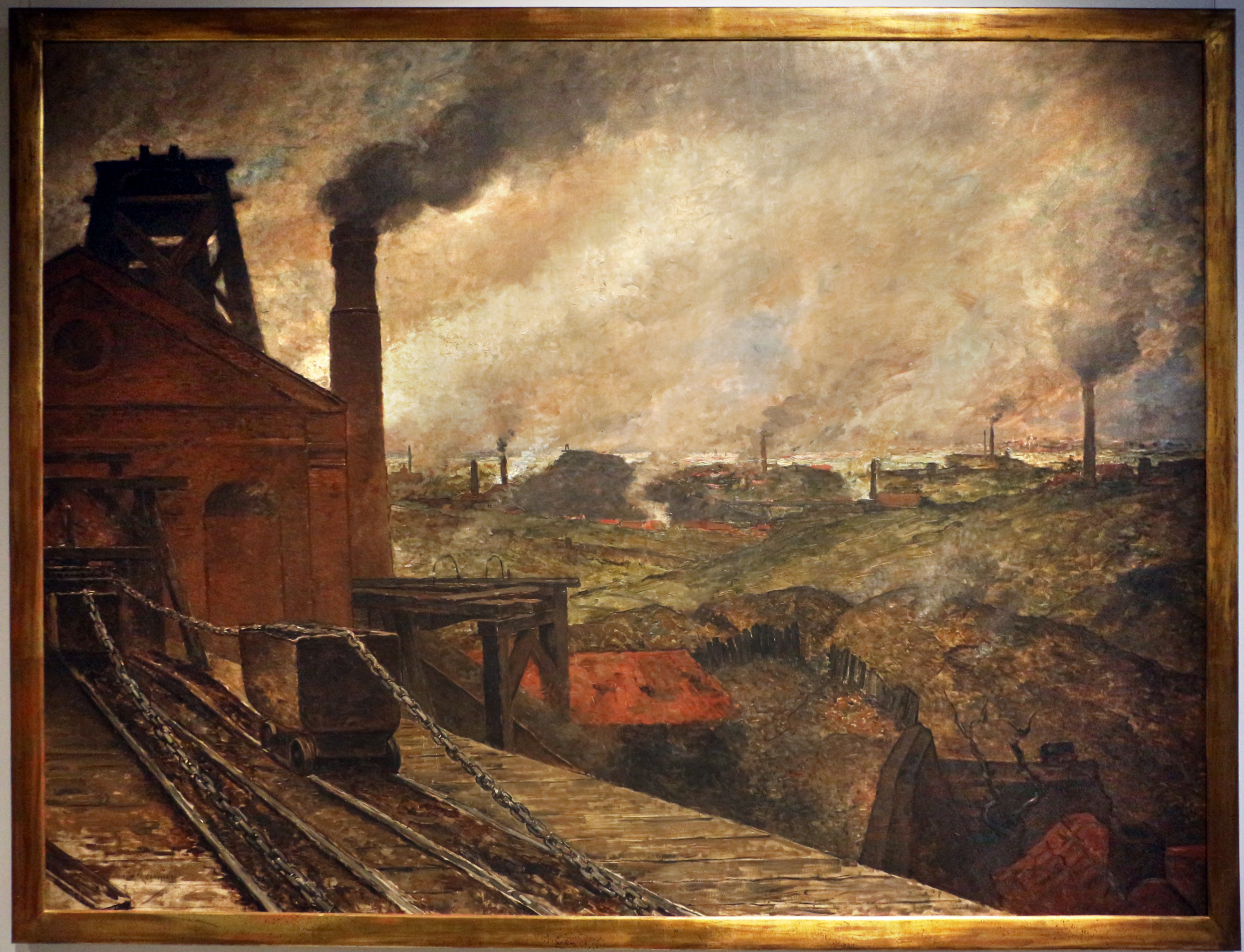
El país negro - Borinage, sin datar.
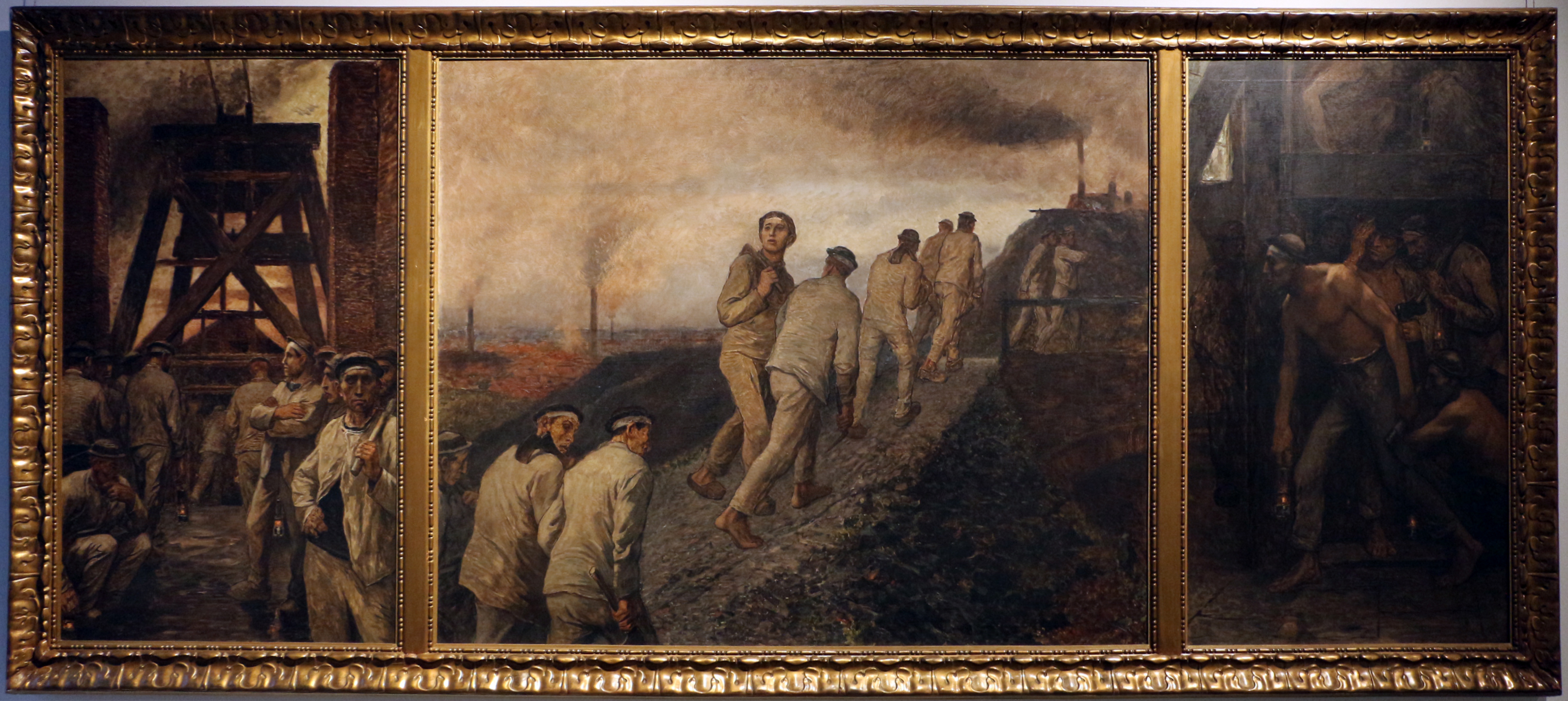
Tríptico de la minería, 1902.

#### Italia
Los italianos del movimiento Macchiaioli que, aunque iniciado a mediados de siglo, continuaban en plena producción, ya con la recepción de muchas otras influencias estilísticas. Ya en el siglo XX, Giuseppe Pellizza da Volpedo, en El Cuarto Estado, 1901, proporciona una forma de representación épica de las masas proletarias desde un punto de vista alto que deja una poca superficie al celaje; y que será desarrollada más adelante por el muralismo mexicano.

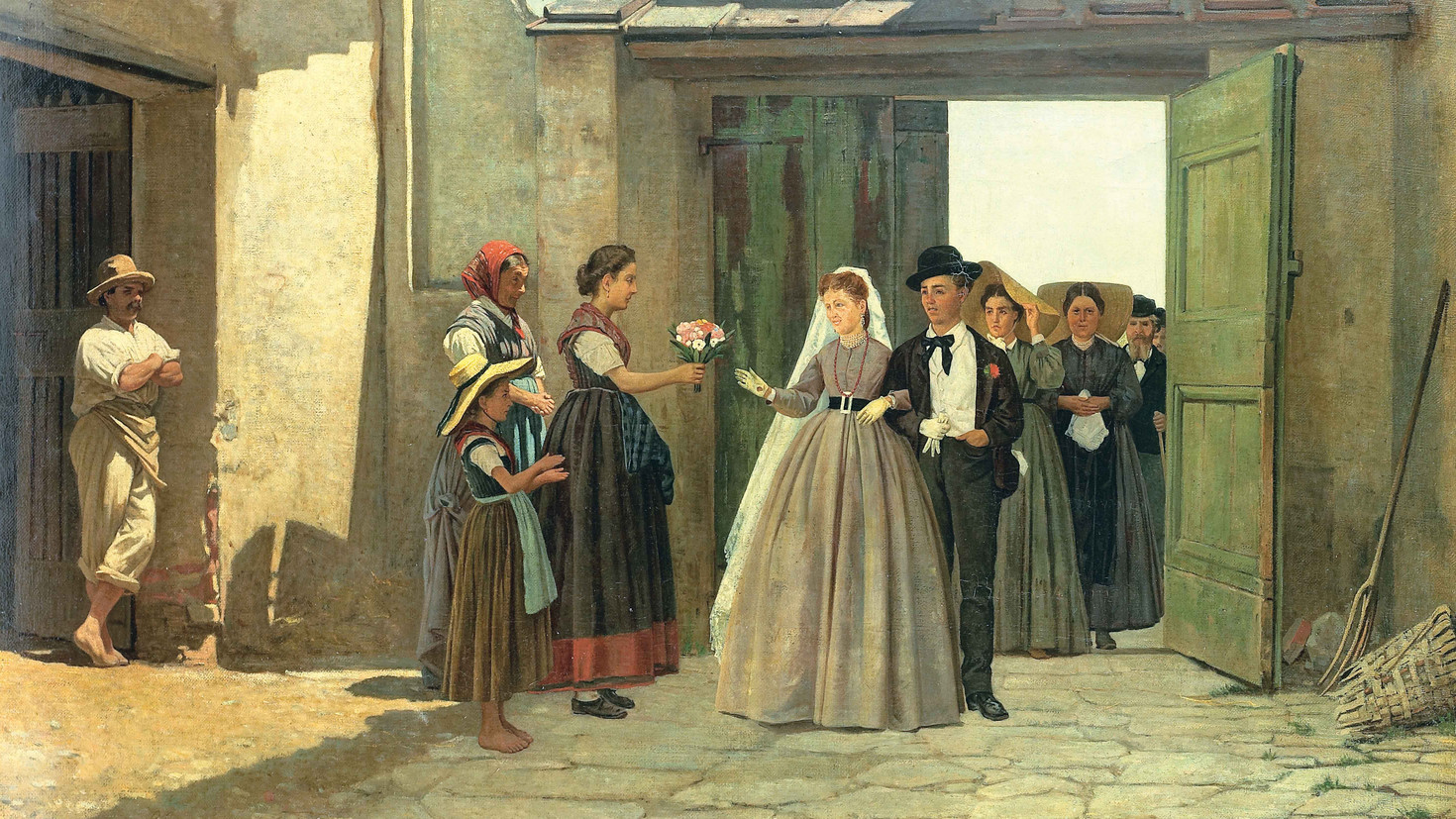
Los recién casados, de Silvestro Lega, 1869.
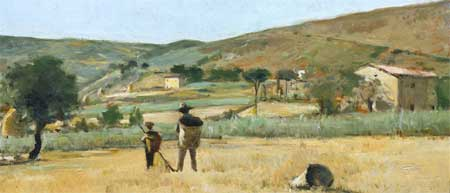
Paisaje del Gabbro con campesinos, de Silvestro Lega, sin datar.
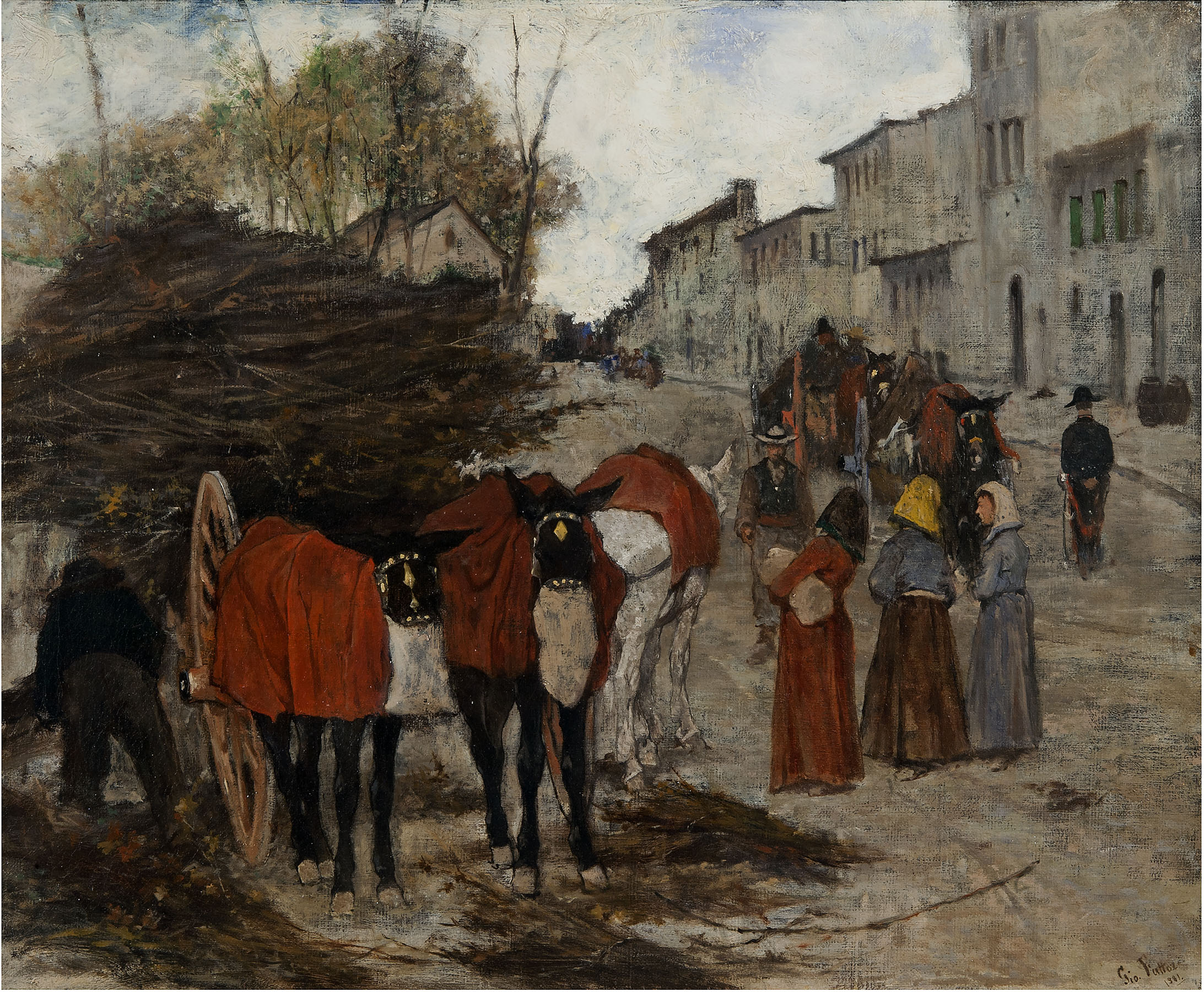
La llegada de las cartas, de Giovanni Fattori, 1889.
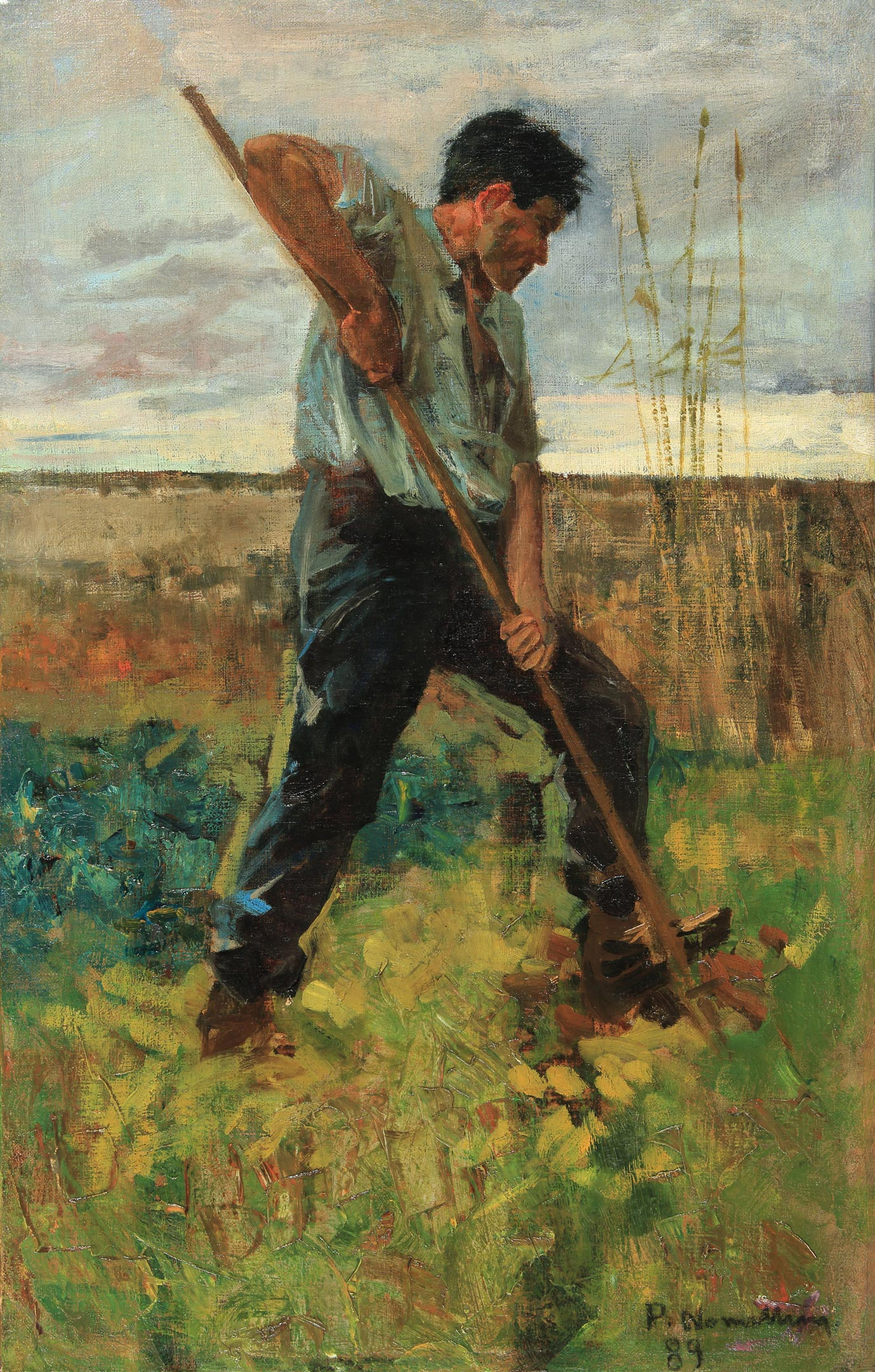
El palero, de Plinio Nomellini 1889.
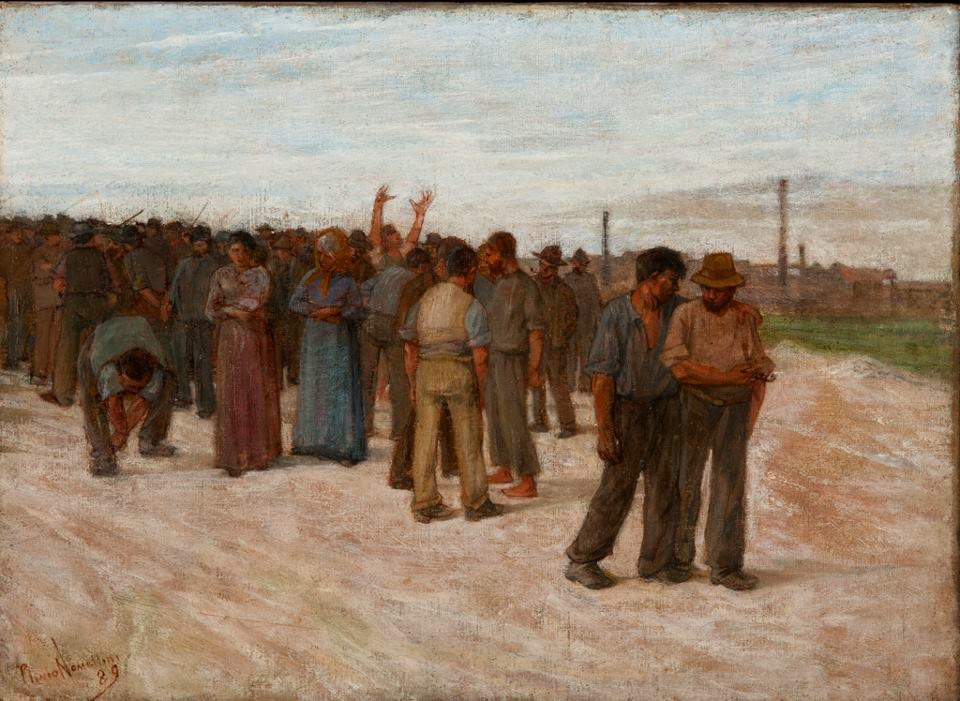
Huelga londinense, de Plinio Nomellini, 1888.
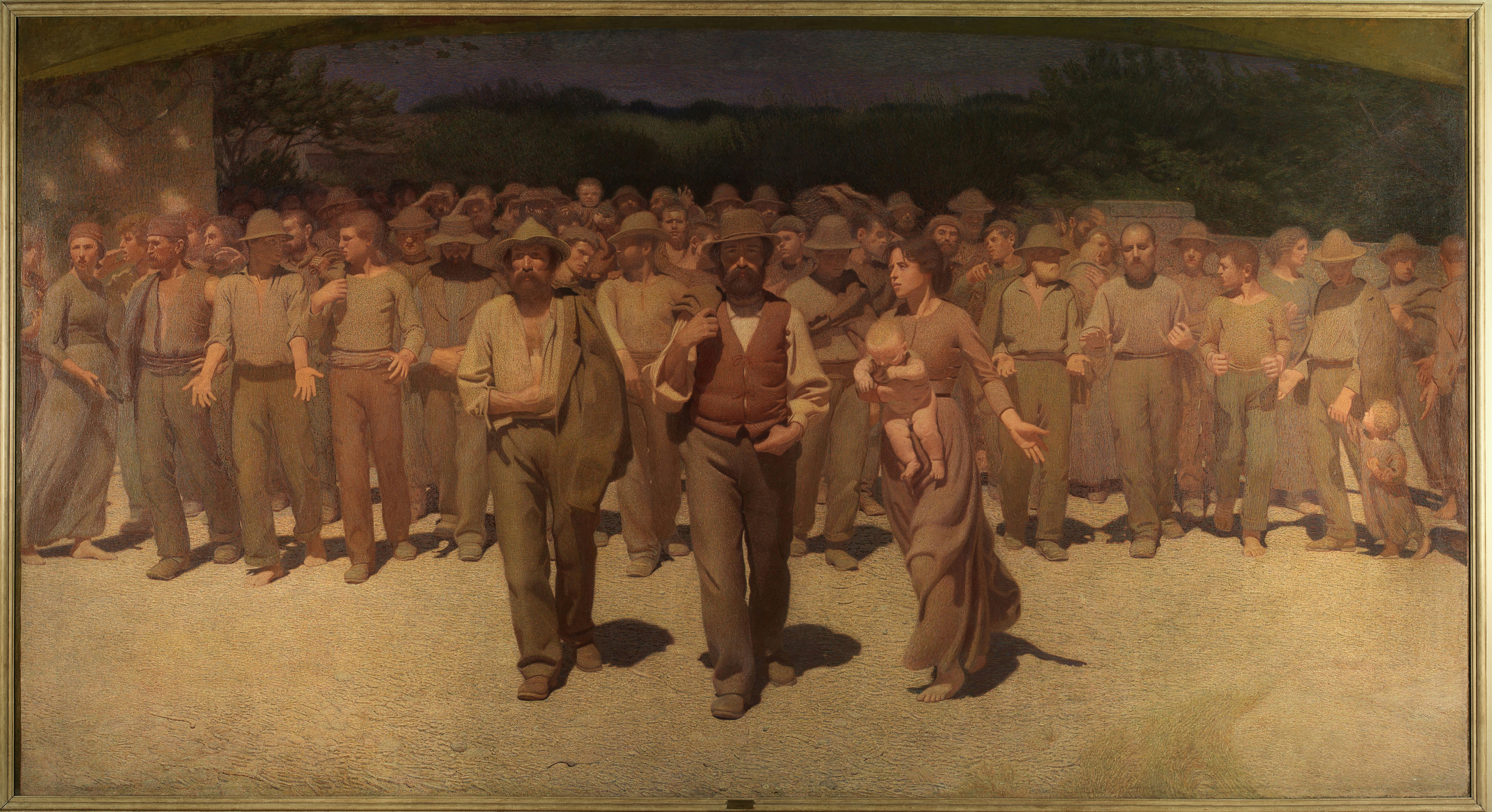
El Cuarto Estado, de Giuseppe Pellizza da Volpedo, 1901.
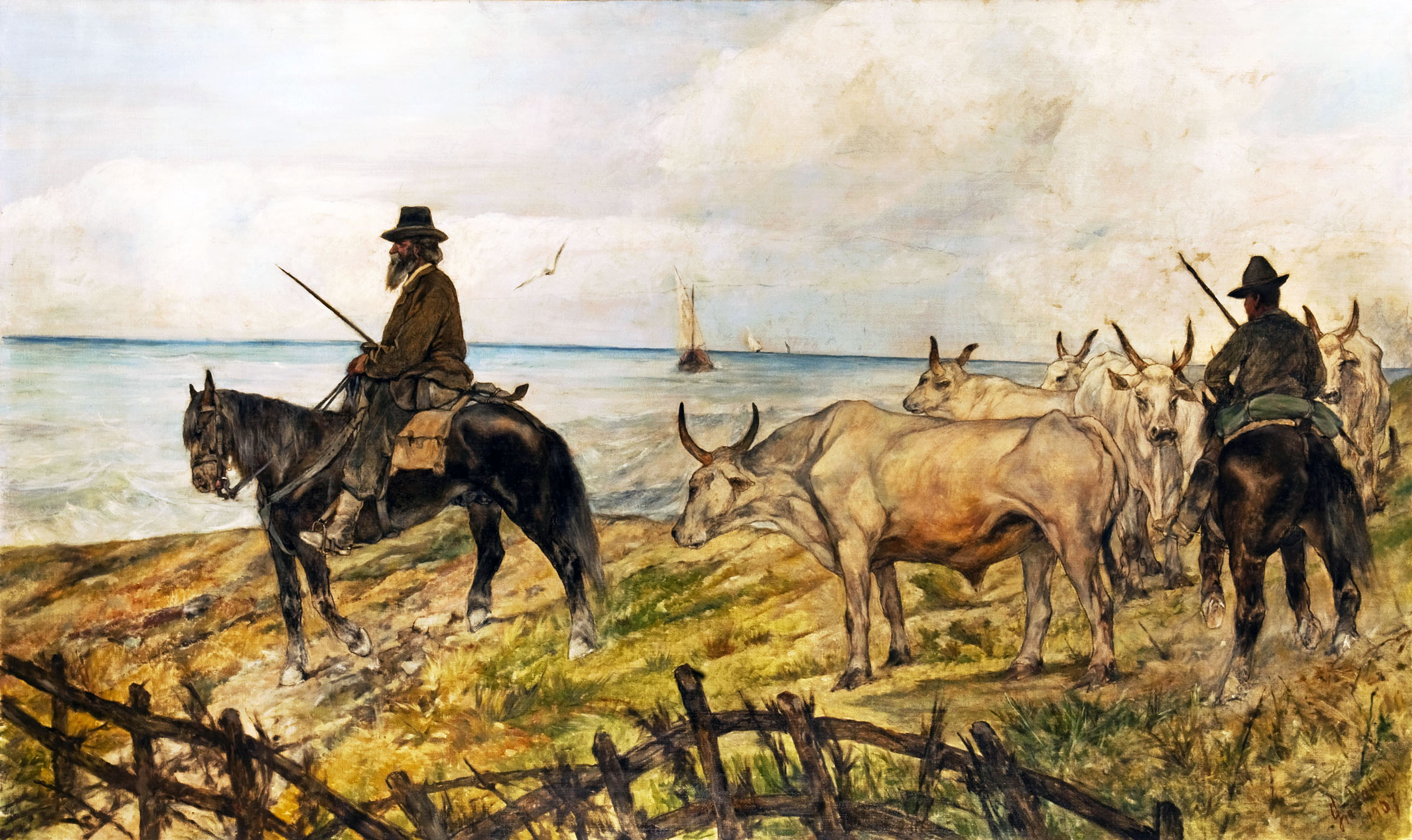
Maremma..., de Giovanni Fattori, 1907.
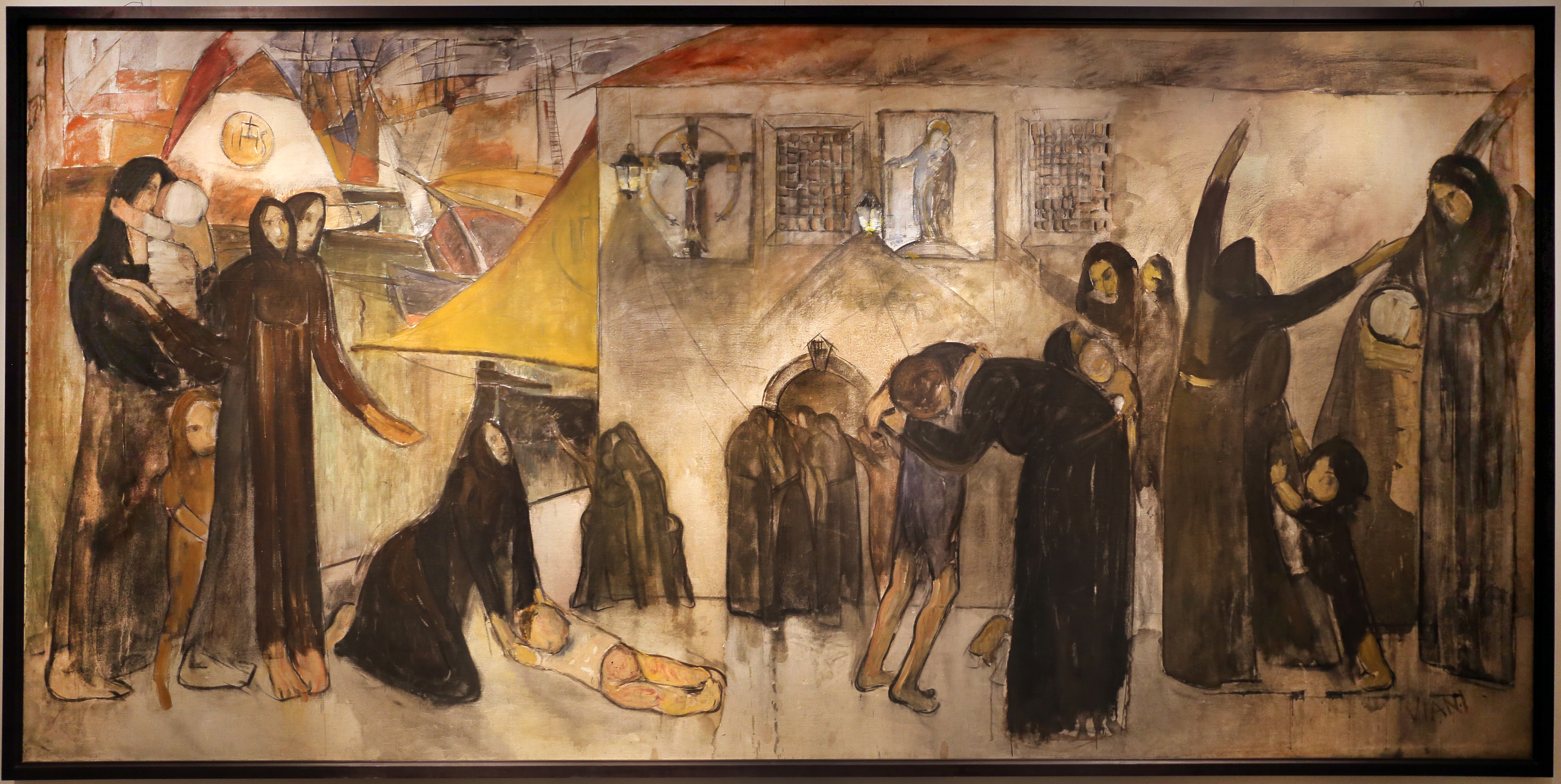
Volto Santo, de Lorenzo Viani, 1913-1915.
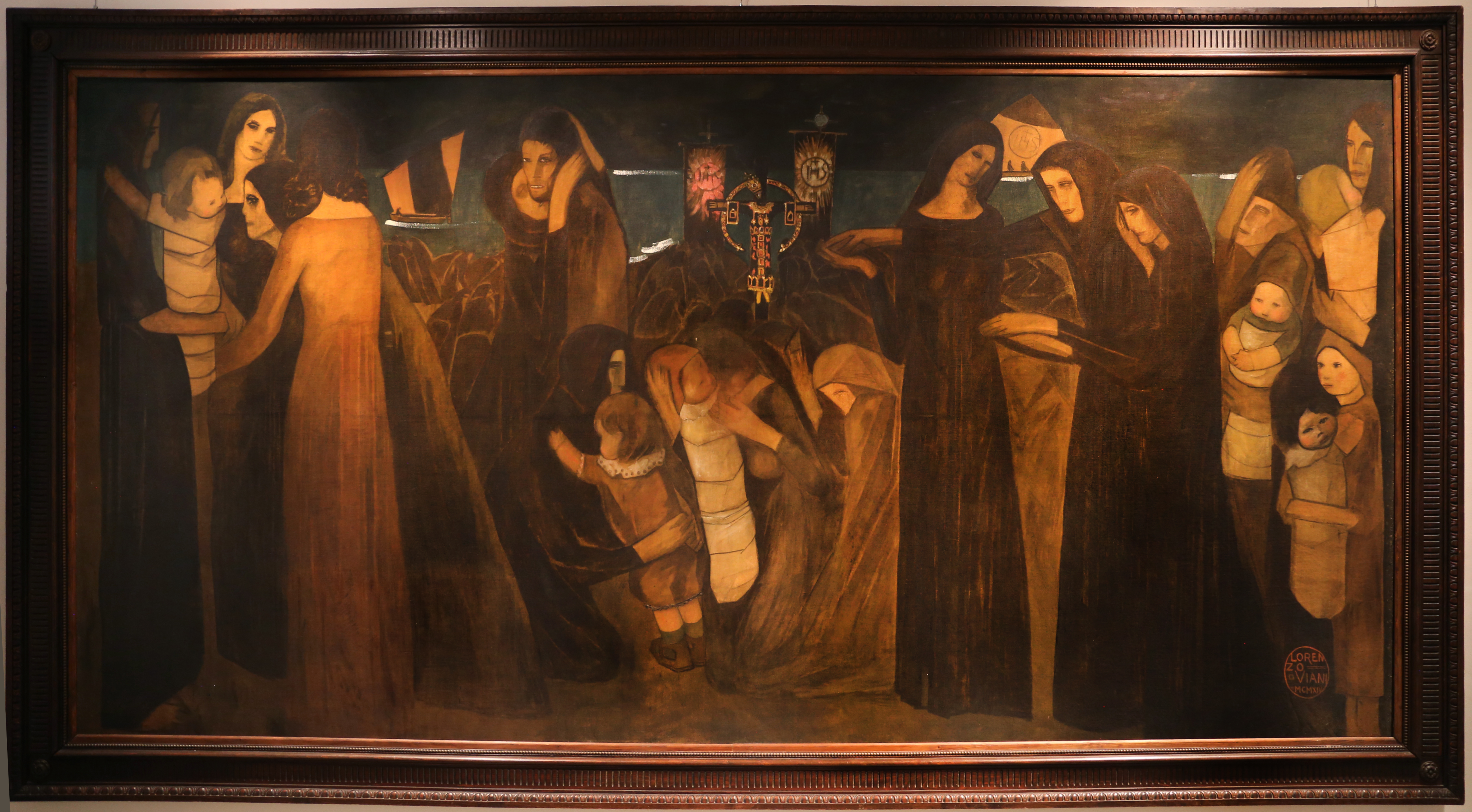
Bendición de los muertos del mar, de Lorenzo Viani, 1914-1916.
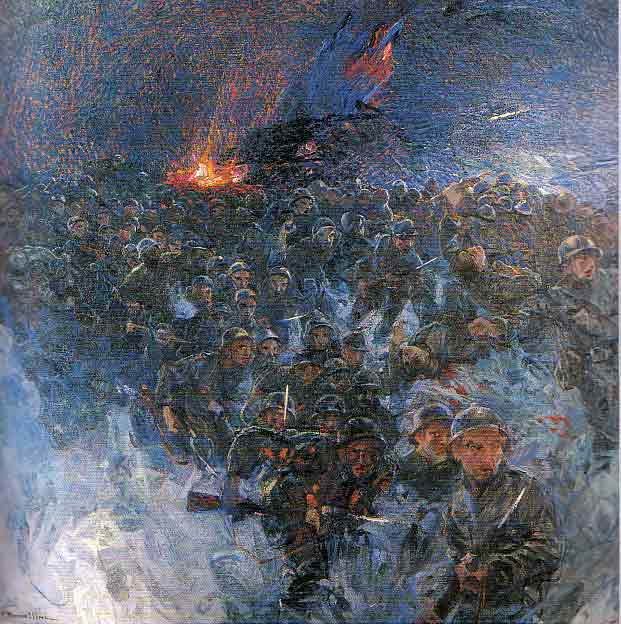
A las puertas de Italia, de Plinio Nomellini, 1918.

#### España
Los españoles Ramón Casas, Antonio Fillol o Vicente Cutanda; entre otros, como Santiago Rusiñol, los hermanos José y Luis Jiménez Aranda, Joaquín Sorolla, Darío de Regoyos, Isidro Nonell y el propio Pablo Picasso;  tampoco están estéticamente alejados de la pintura social pintores habitualmente considerados como "burgueses" o alejados de posturas políticas progresistas, como Ignacio Zuloaga o Julio Romero de Torres. Significativamente, la Real Academia de Bellas Artes de San Fernando propuso el tema "La familia del anarquista el día de su ejecución" para optar a la beca de estudios en la Academia de España en Roma de 1899, a la que se presentaron Ventura Álvarez Sala, Eduardo Chicharro y Agüera, José Bermejo Sobera, Manuel Benedito Vives, Ramón Parada Justel y, el que la ganó: Fernando Álvarez de Sotomayor.

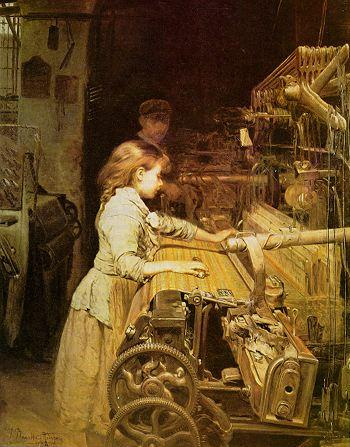
La pequeña obrera, de Joan Planella, 1882.
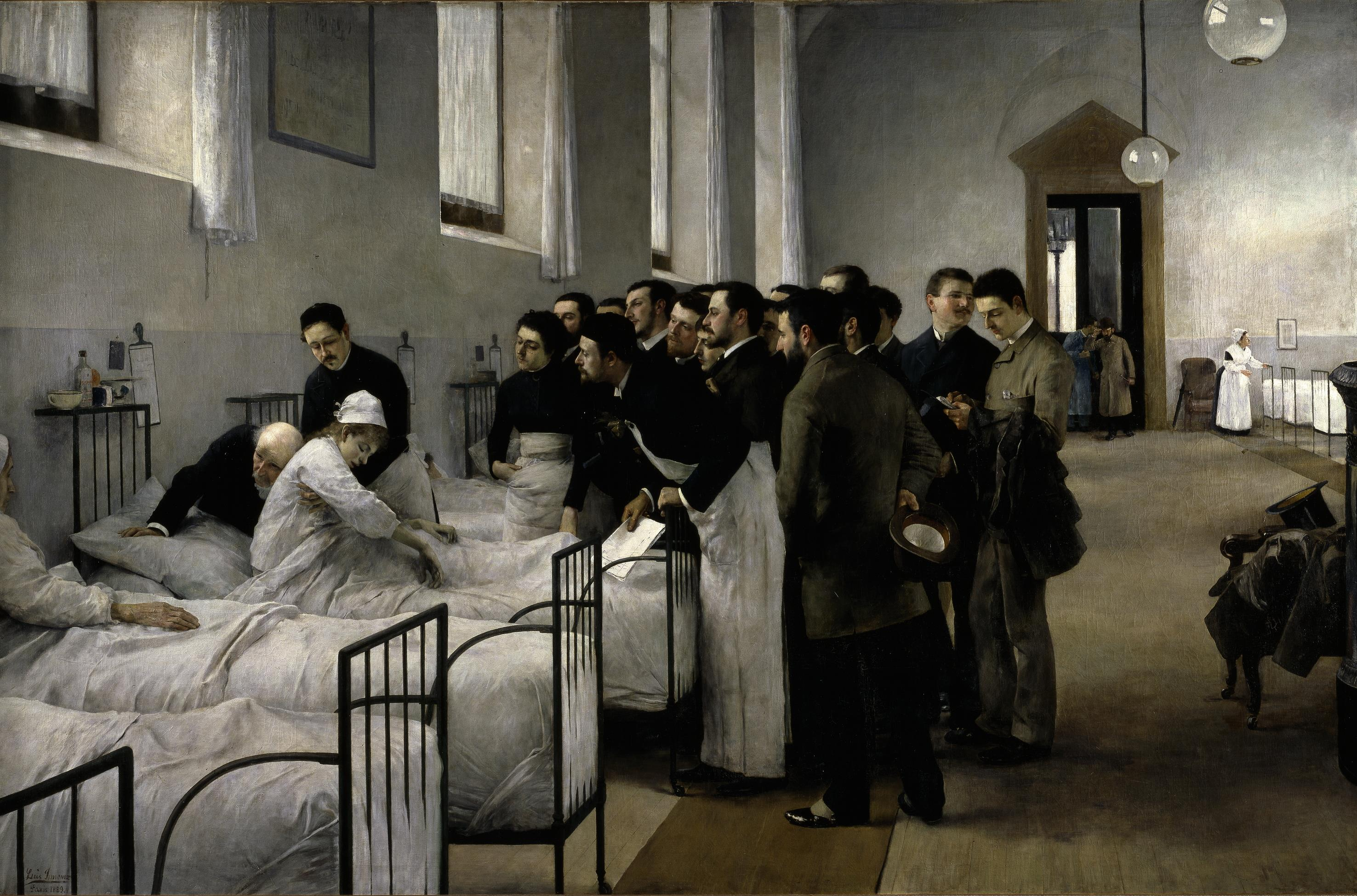
La visita al hospital, de Luis Jiménez Aranda, 1889.
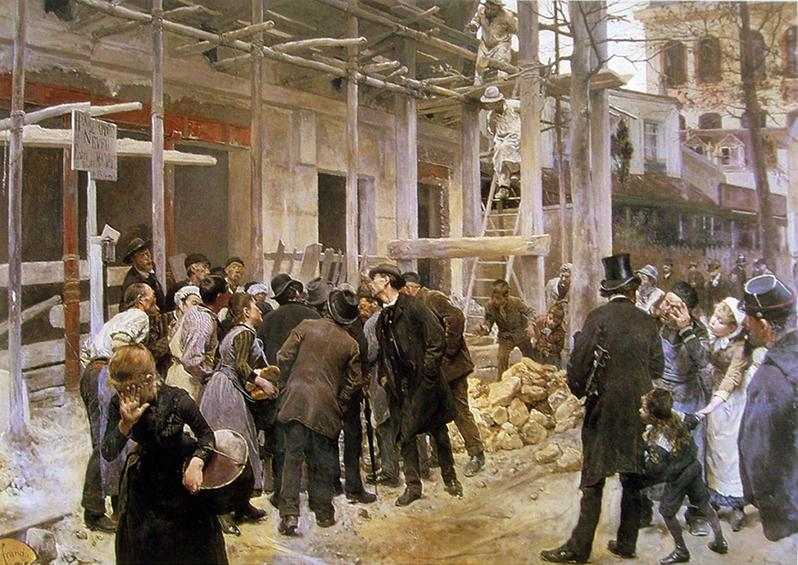
Una desgracia, de José Jiménez Aranda, 1890.
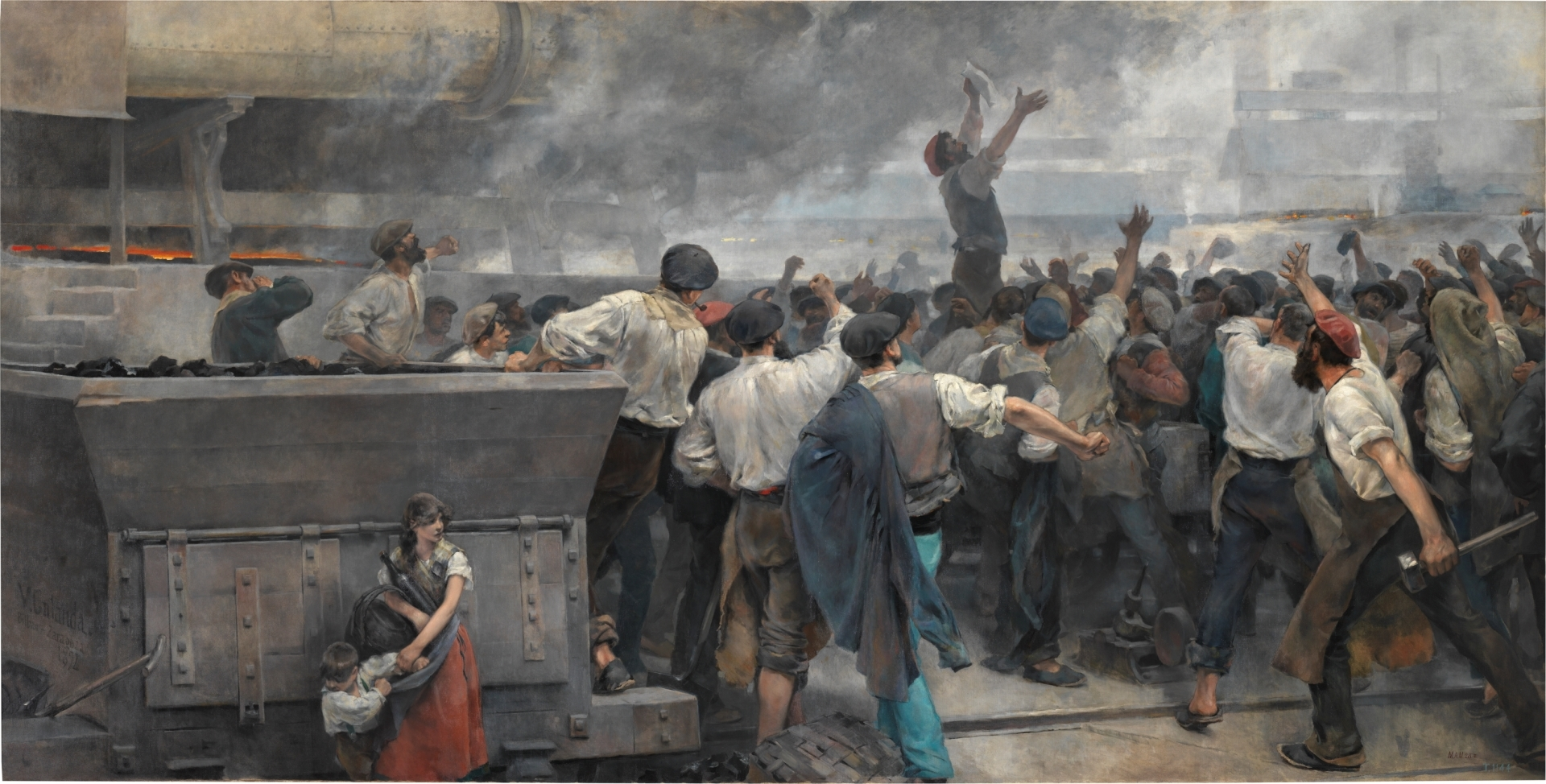
Una huelga de obreros en Vizcaya, de Vicente Cutanda, 1892.
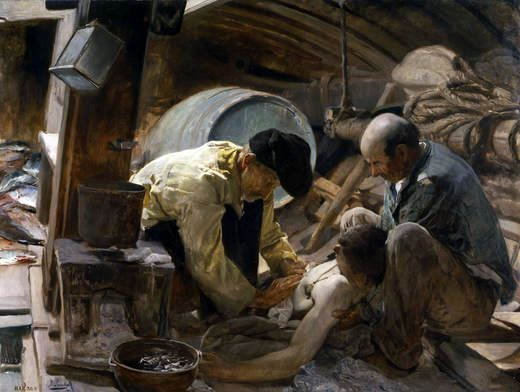
¡Aún dicen que el pescado es caro!, de Joaquín Sorolla, 1894.
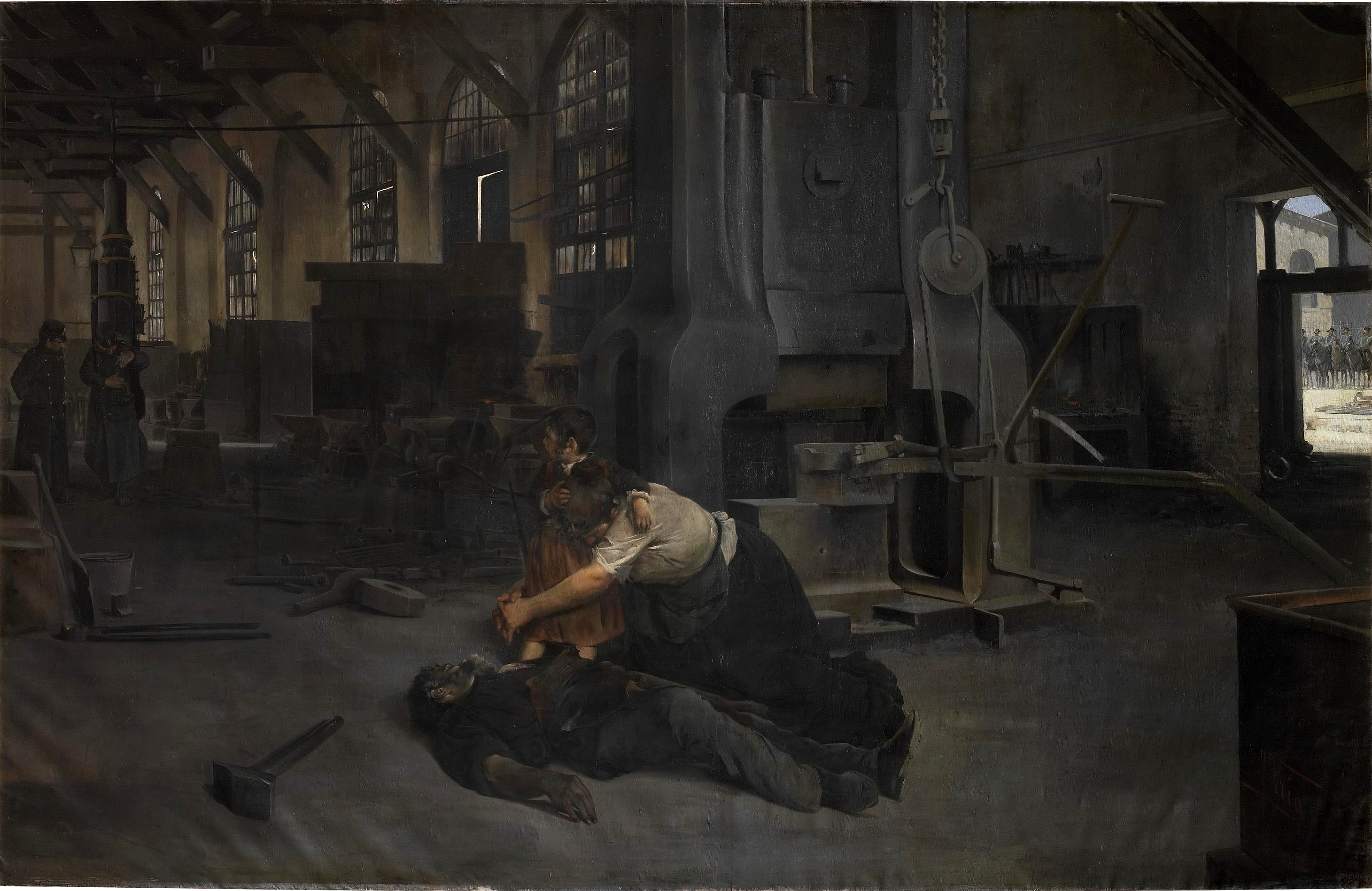
Después de una huelga, de José Uría y Uría, 1895.
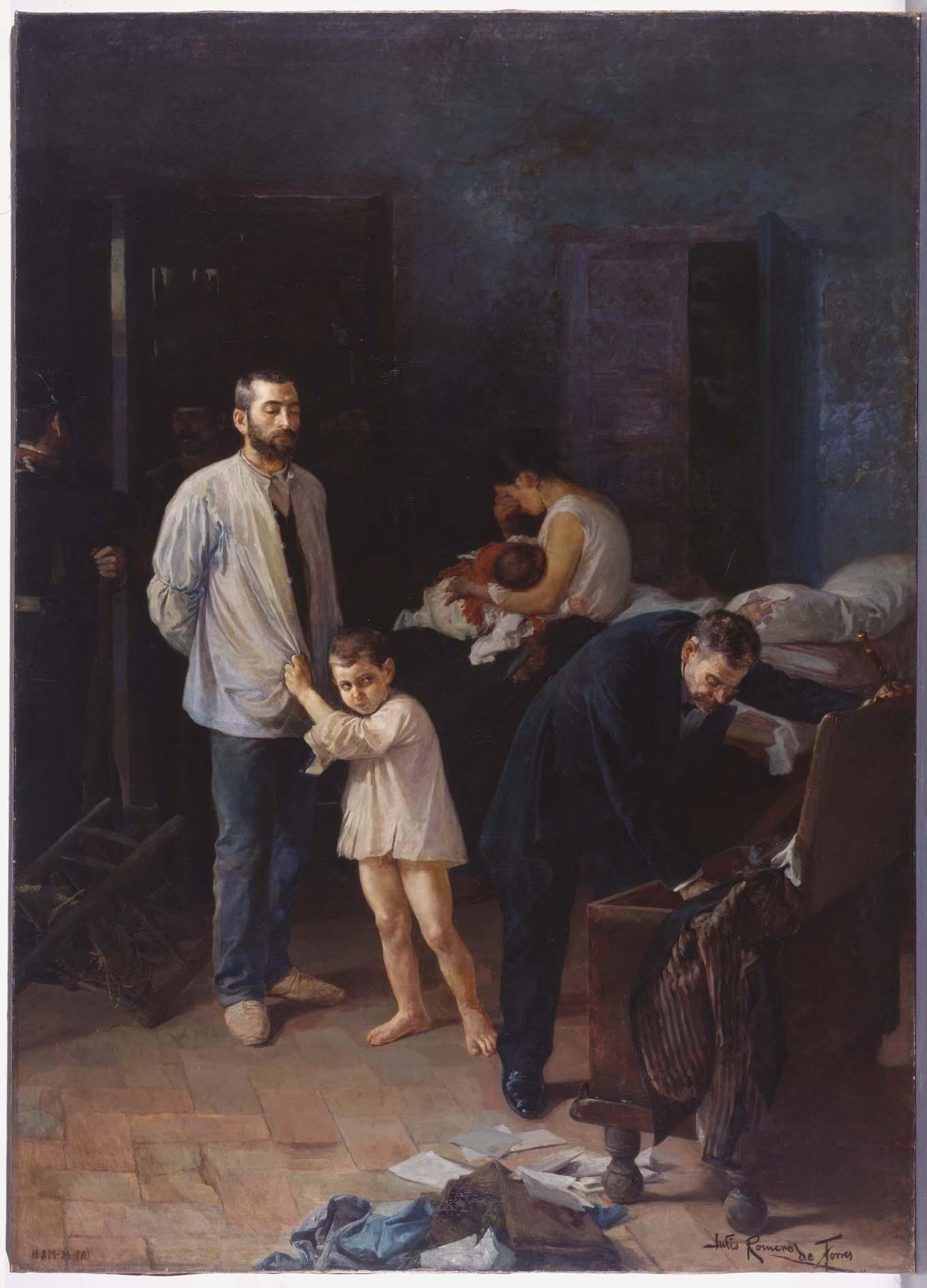
Conciencia tranquila, de Julio Romero de Torres, 1897.
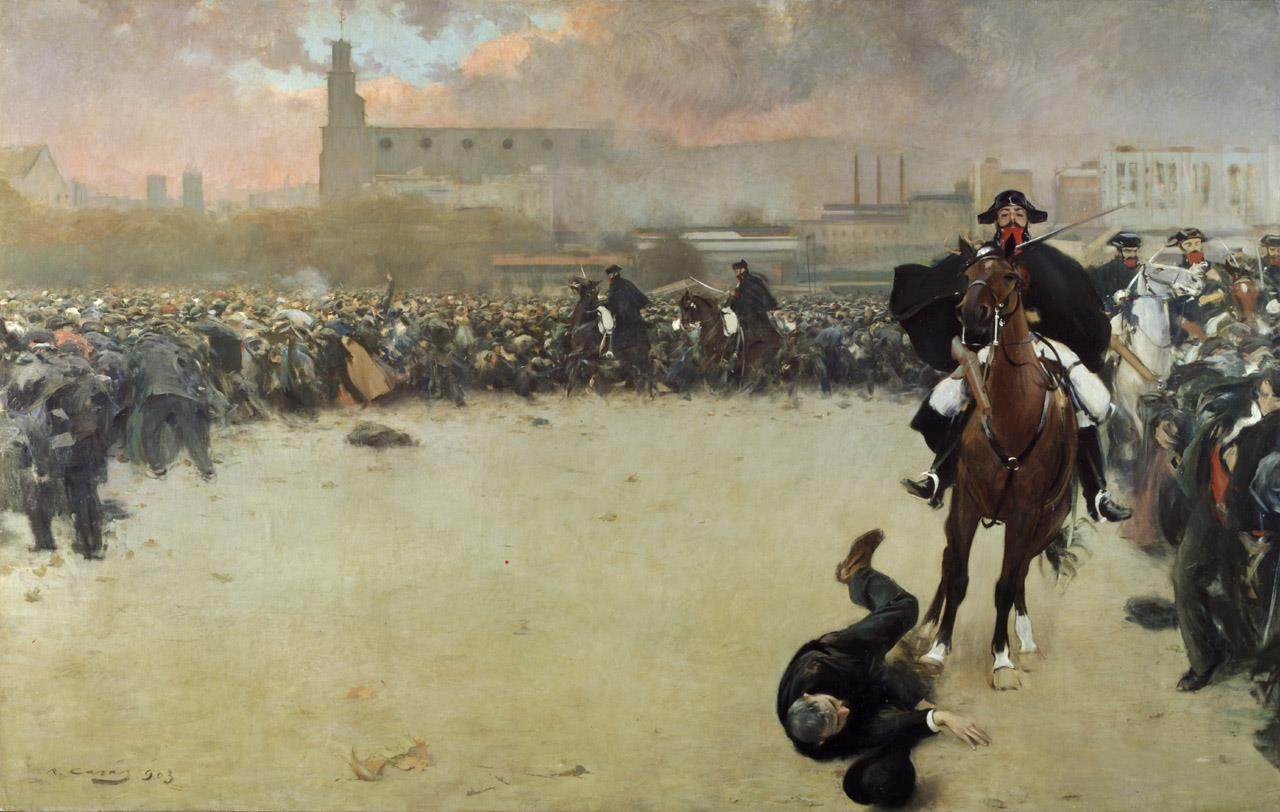
La carga, de Ramón Casas, 1899.
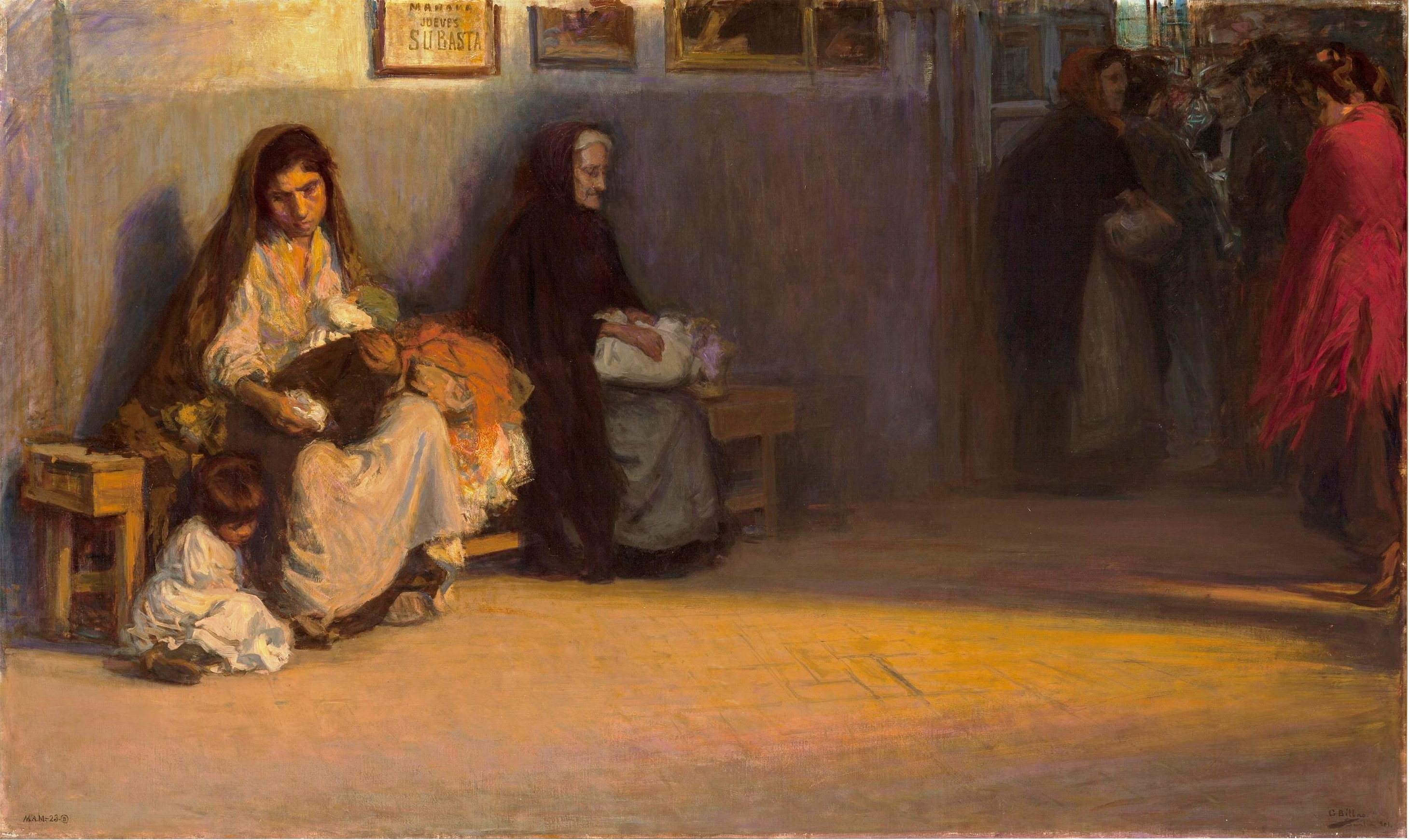
El último recurso, de Gonzalo Bilbao, 1901.
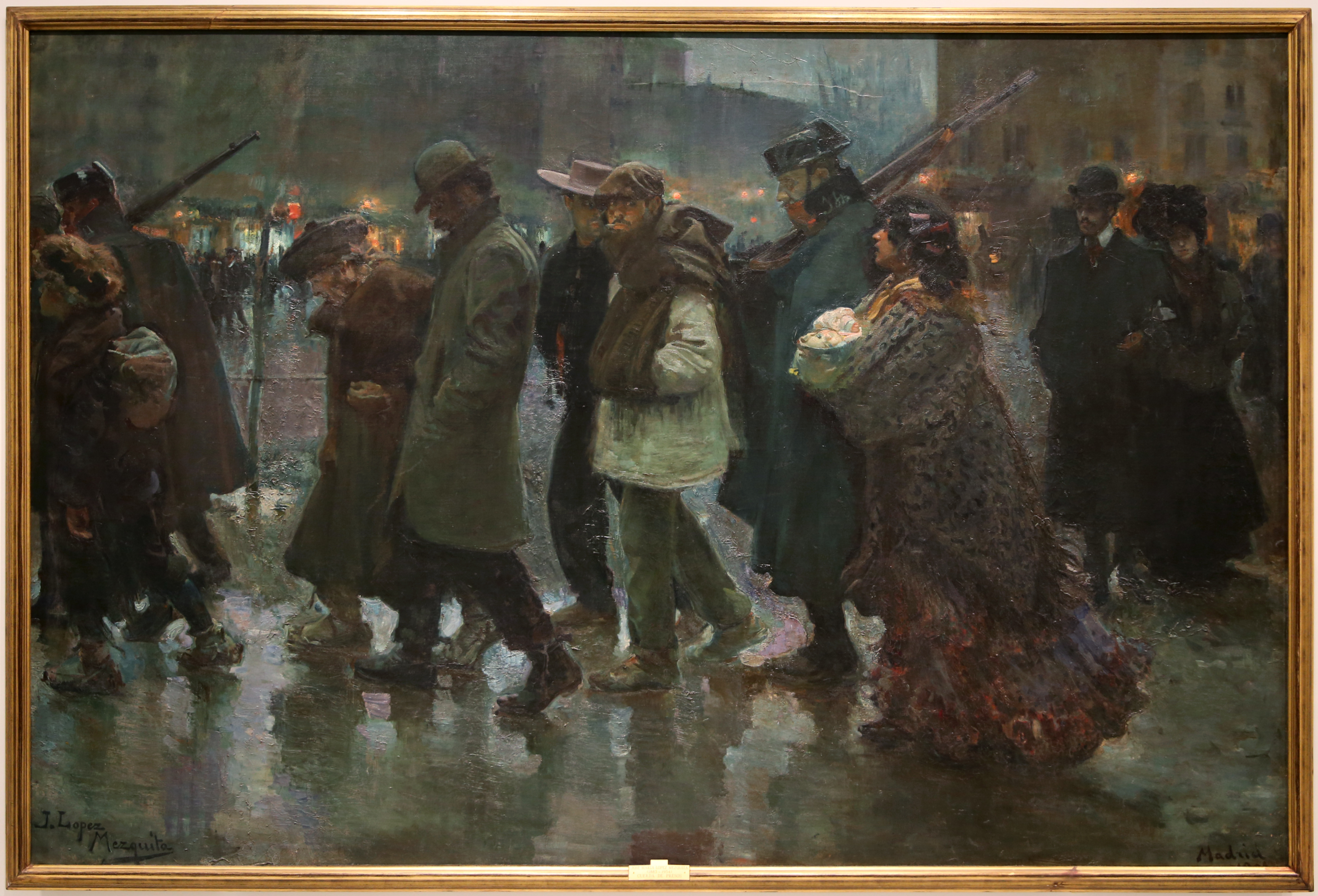
Cuerda de presos, de José María López Mezquita, 1901.
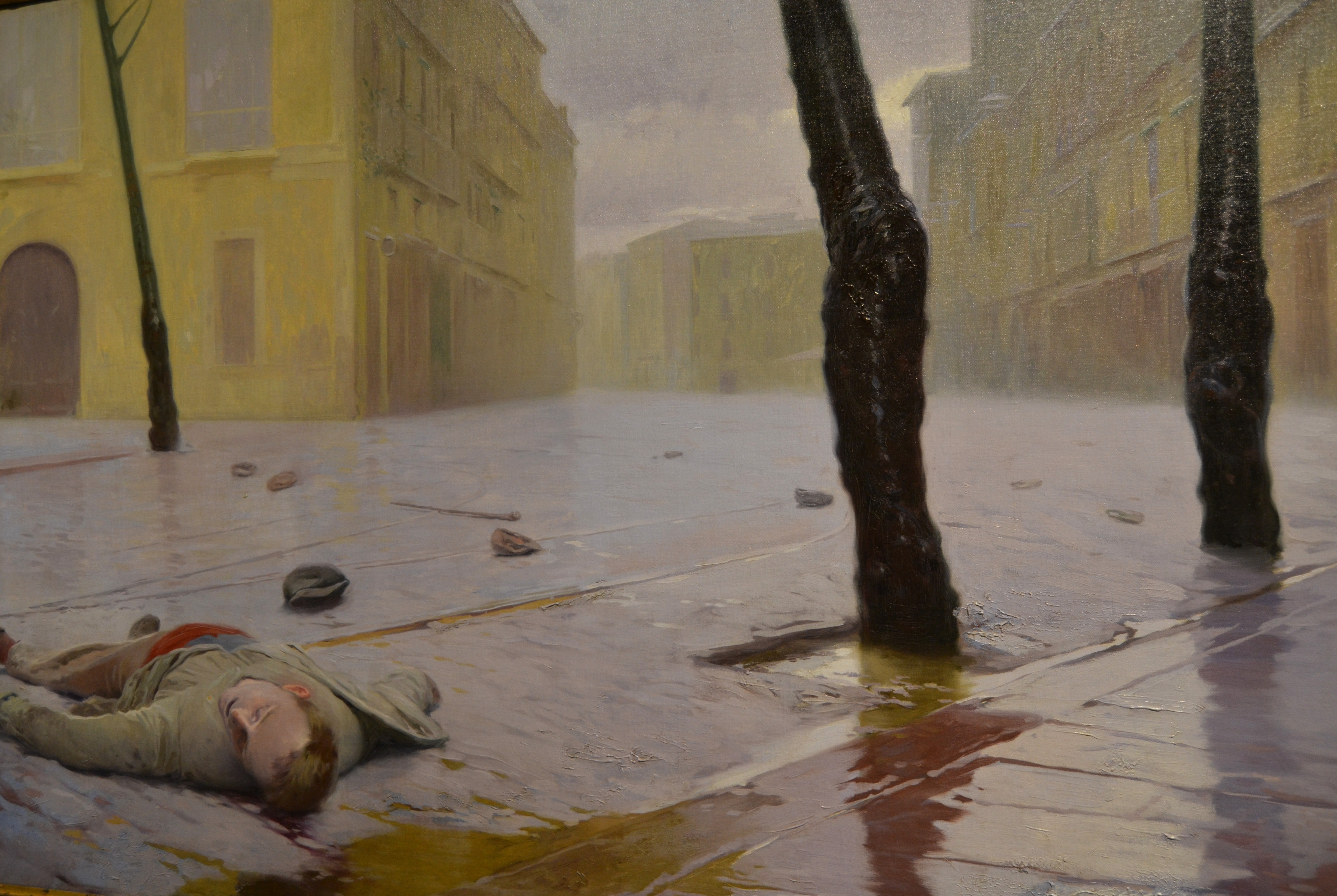
Después de la refriega, de Antonio Fillol, 1904.

La temática social en Isidro Nonell fue particularmente importante, dando protagonismo a personajes marginados. Influyó de forma decisiva en Carlos Casagemas y Pablo Picasso.

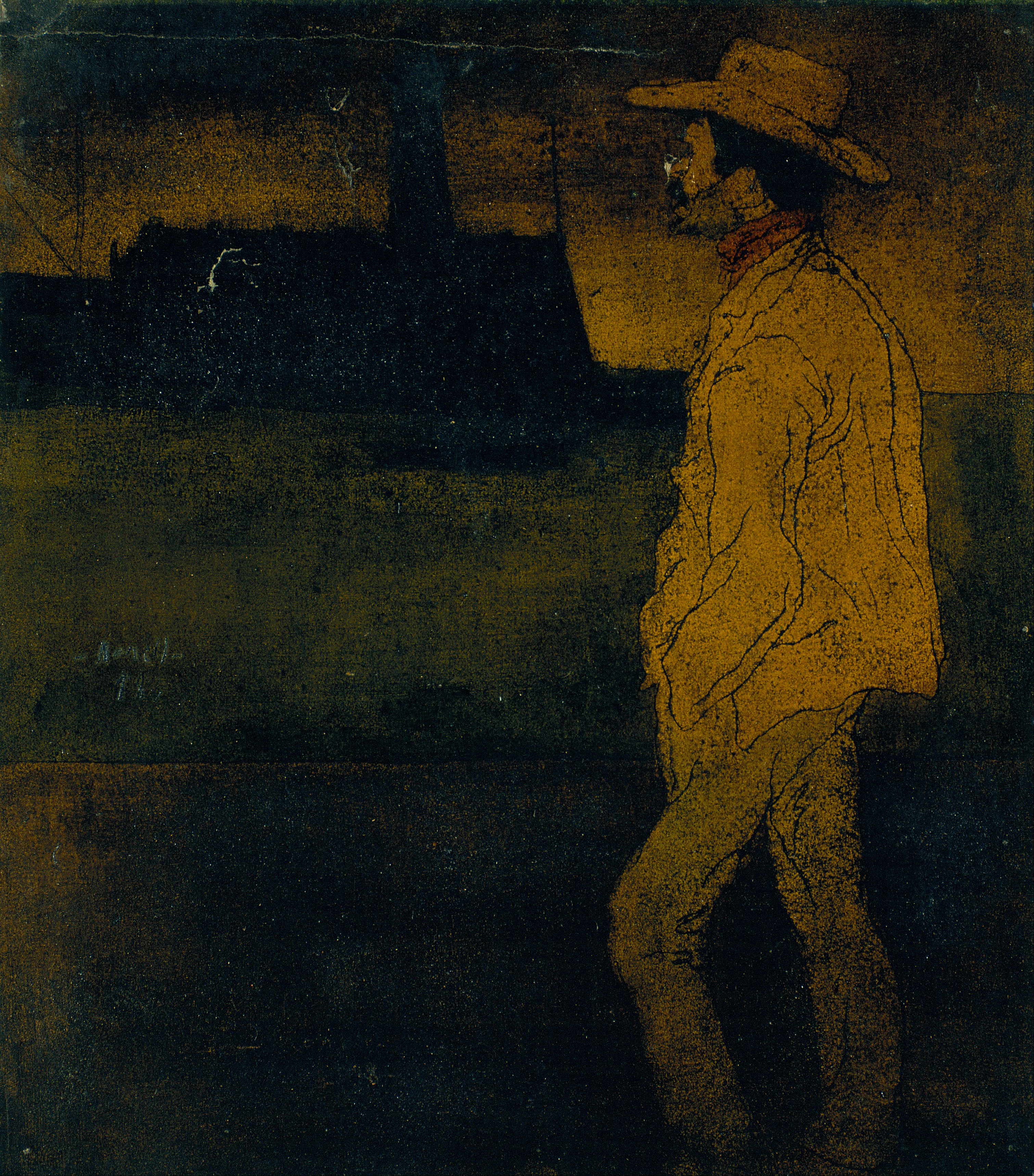
Soldado vuelto de Cuba de Isidro Nonell, 1898.
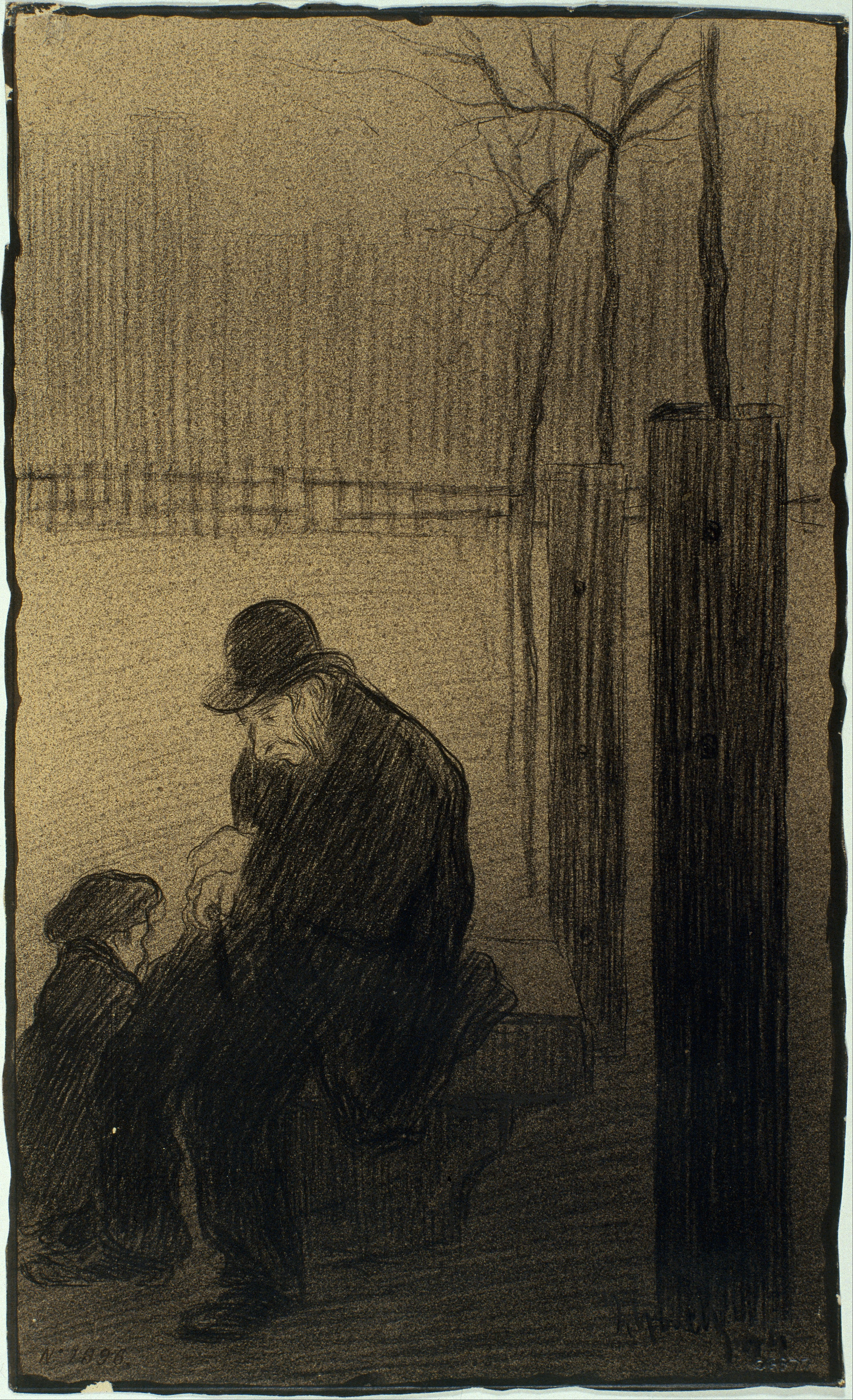
El parque en enero, de Nonell, 1894.
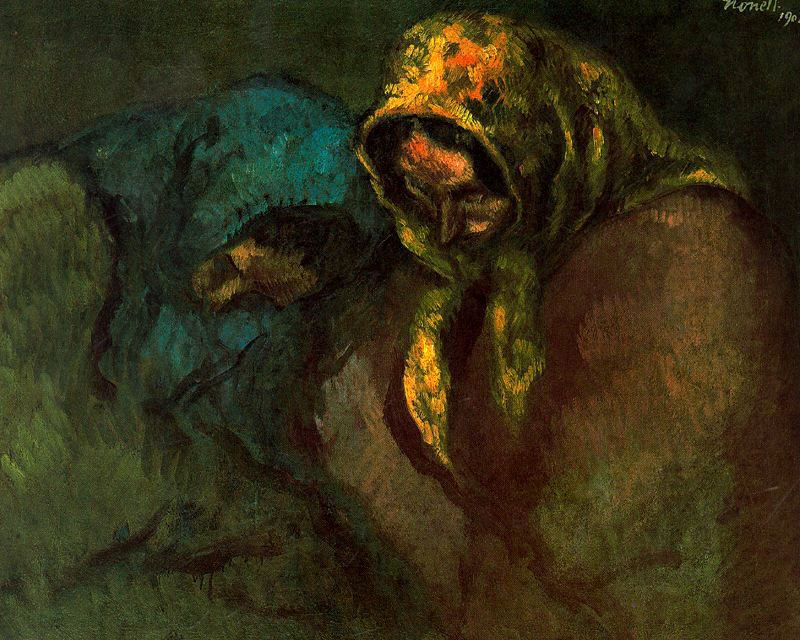
Abatimiento, de Nonell, 1895.
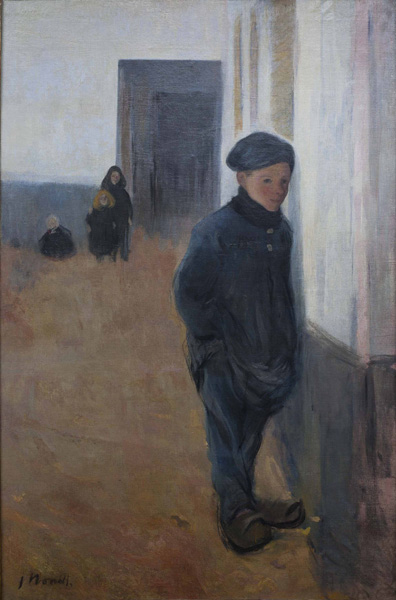
Pobre juventud, de Nonell, 1896.
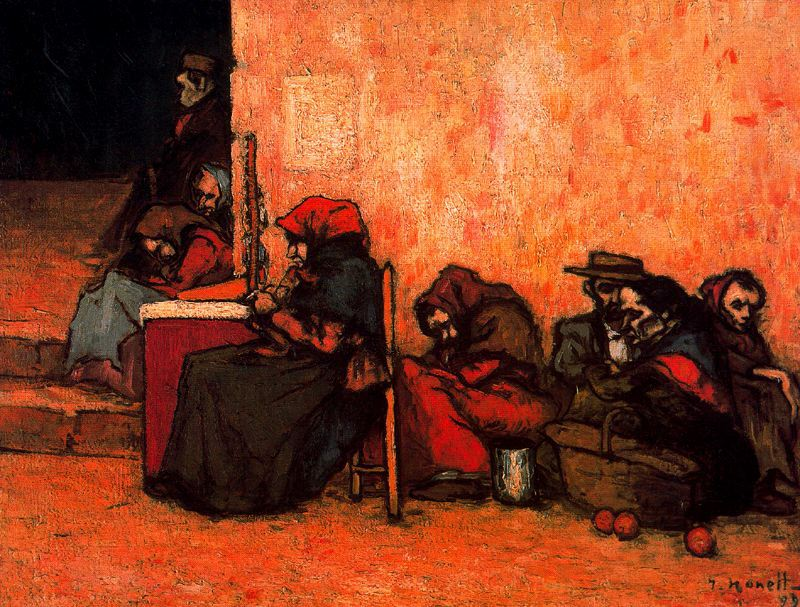
Esperando la sopa, de Nonell, 1899.
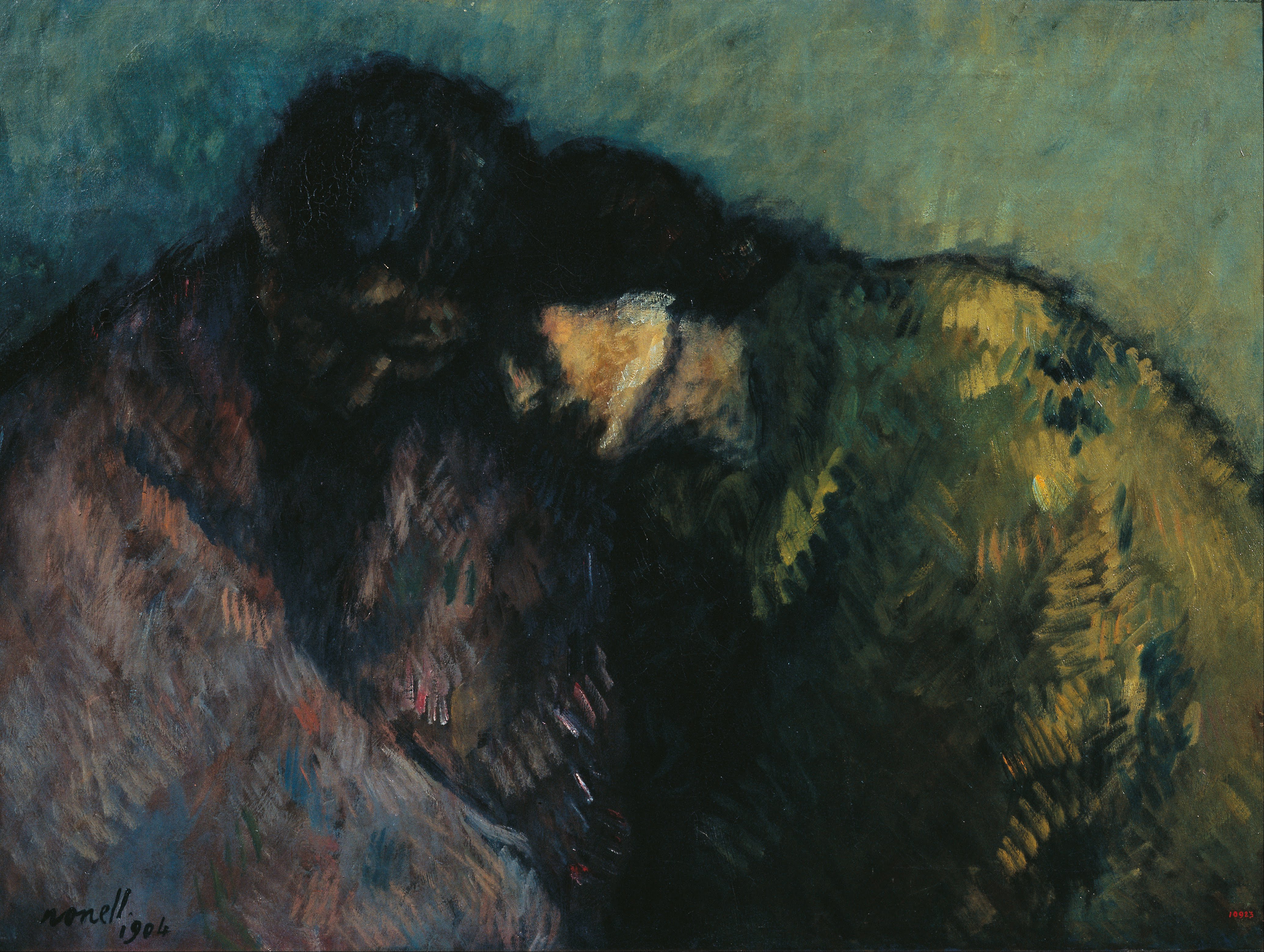
Miseria, de Nonell, 1904.

#### Estados Unidos
El American Realism (realismo norteamericano o estadounidense, como la Escuela Ashcan y pintores como John Sloan, Robert Henri, Edward Hopper, George Bellows, William Glackens, Everett Shinn, George Luks o Thomas Eakins), interesado en la representación pictórica de la vida urbana, se prolonga en las primeras décadas del siglo XX. 

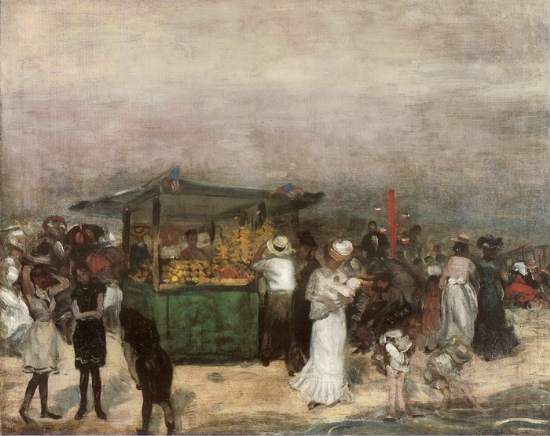
Puesto de frutas en Coney Island, de William Glackens, 1898.
Nieve en Nueva York, de Robert Henri, 1902.
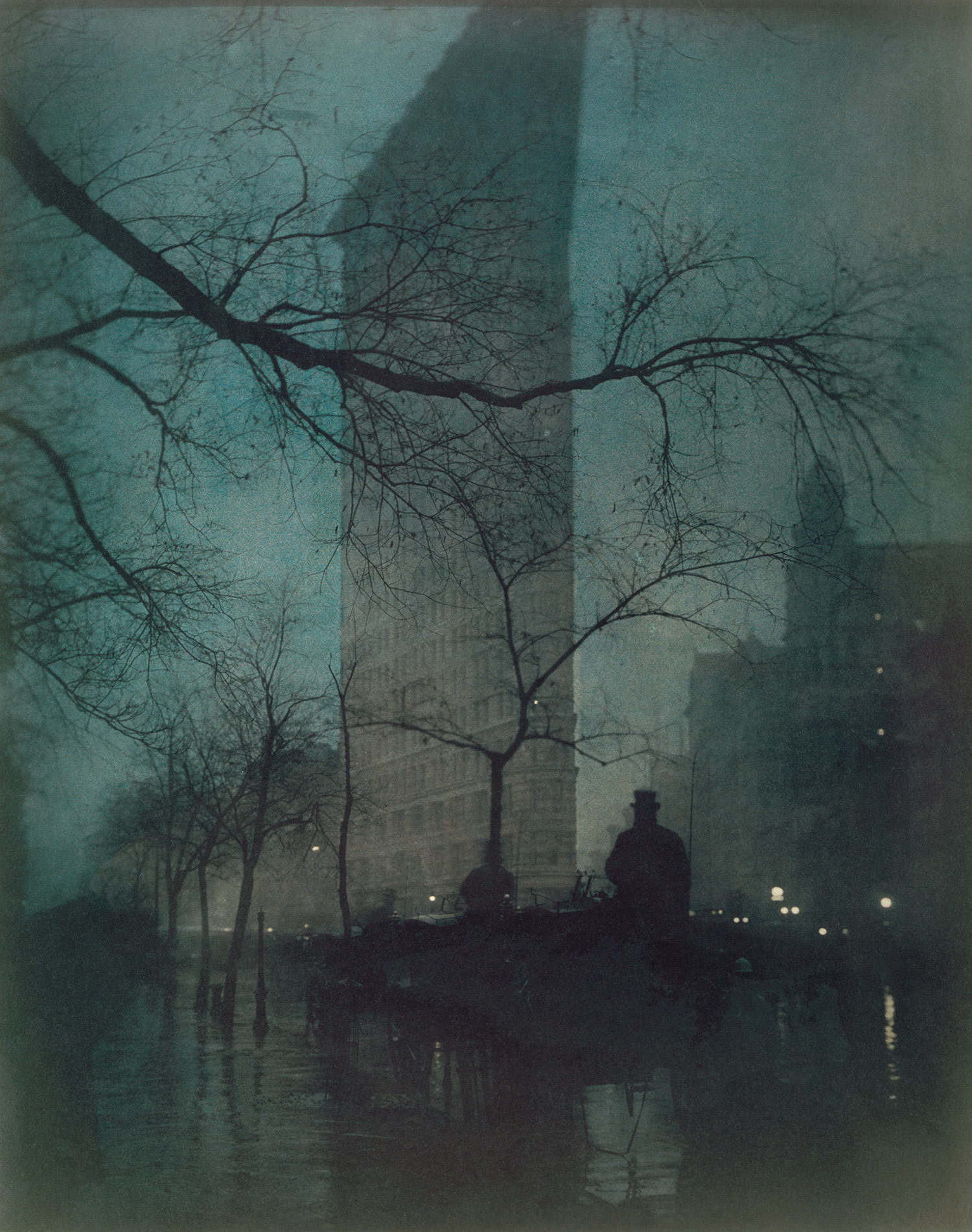
Flatiron, de Edward Steichen, 1904.
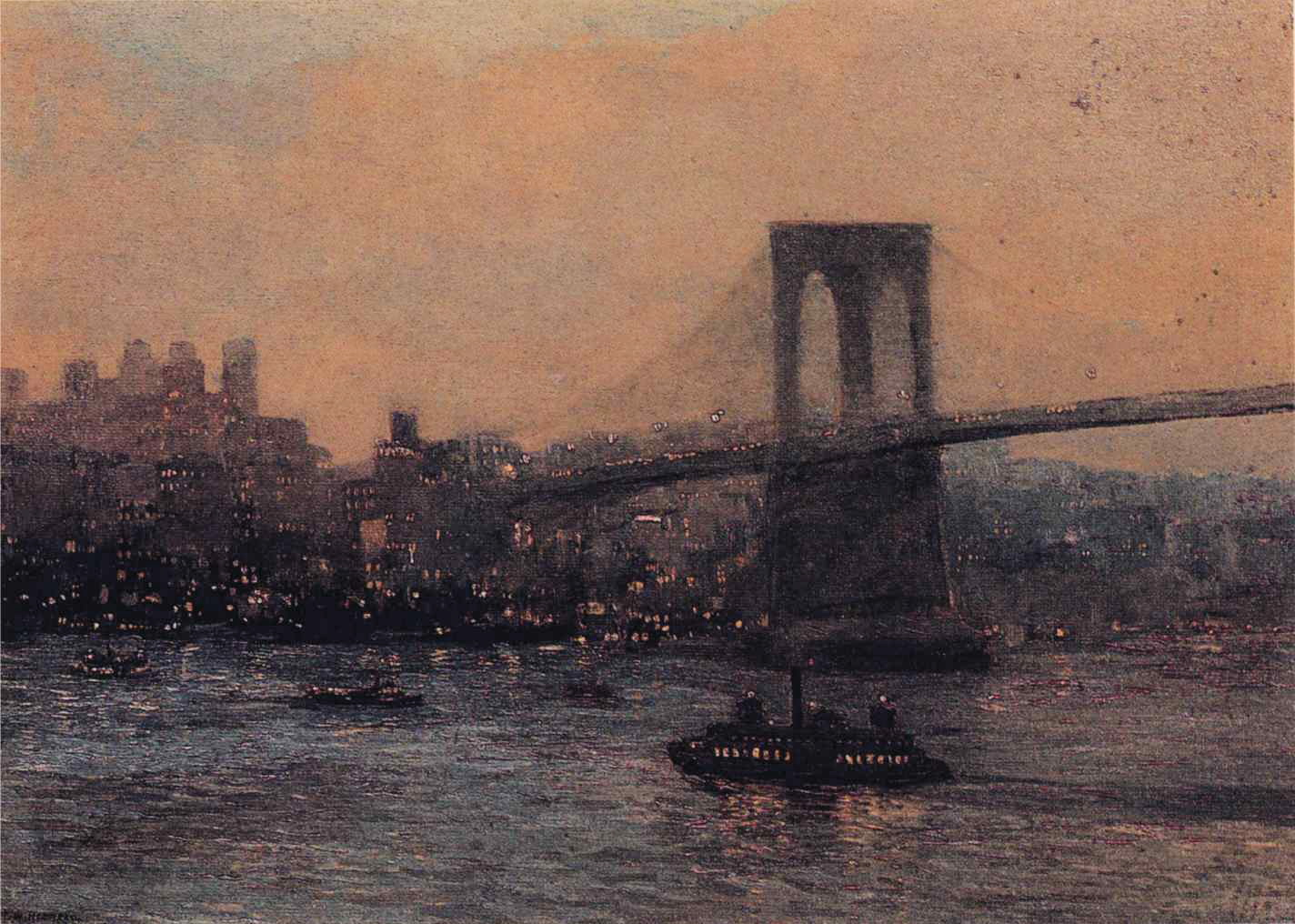
El puente de Brooklyn de noche, de Edward Willis Redfield, 1909.
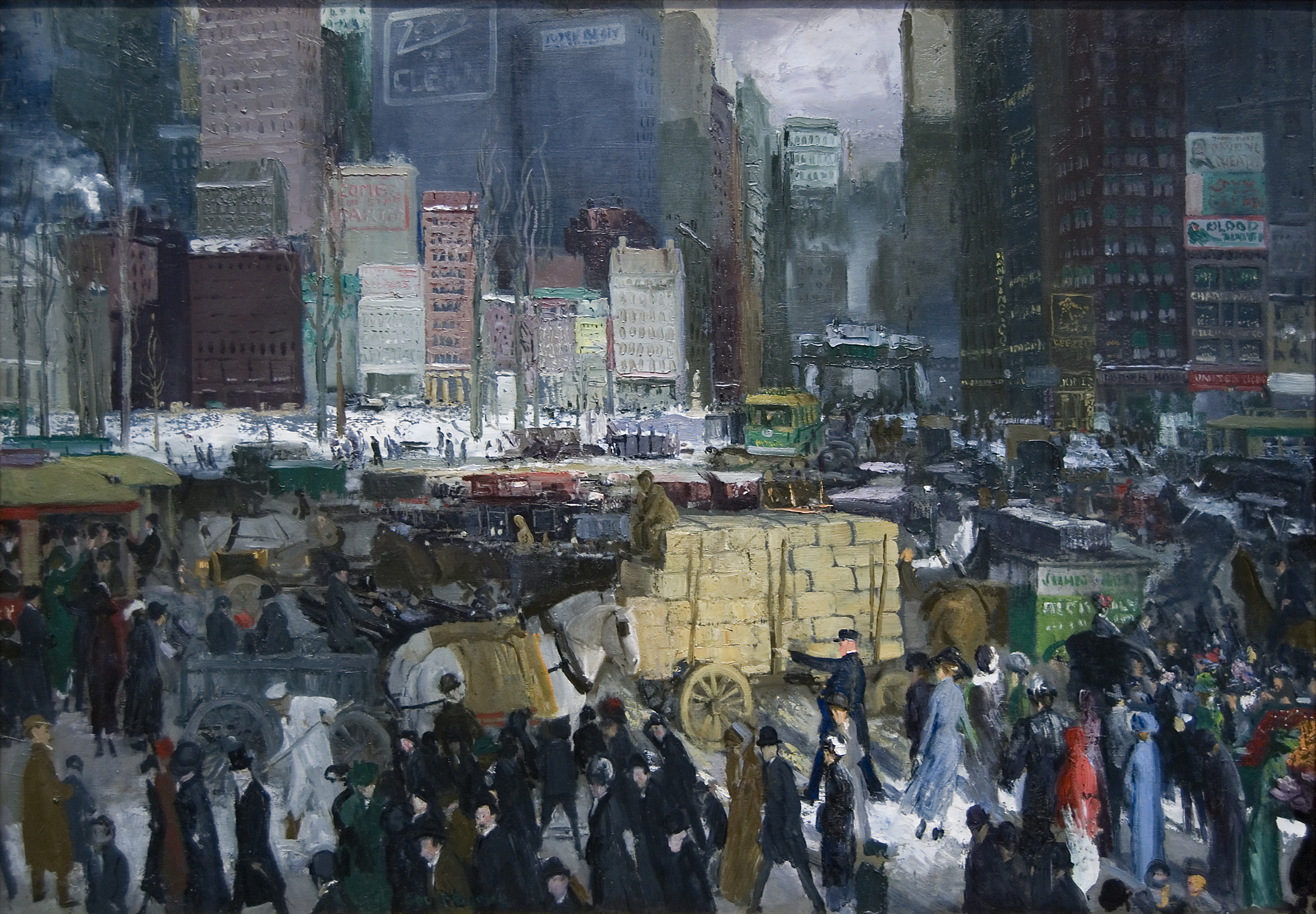
Nueva York, de George Bellows, 1911.
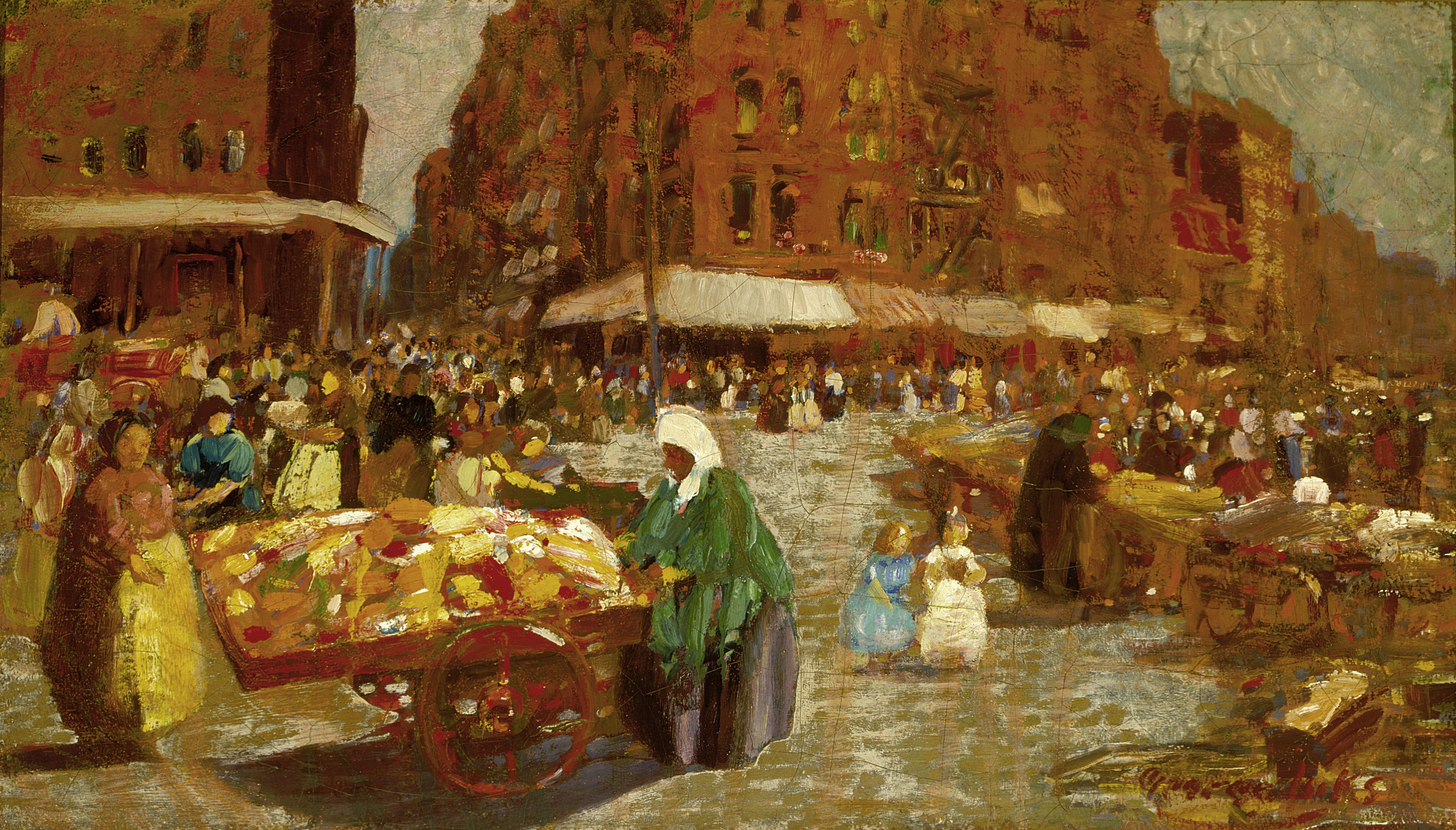
Houston Street, de George Luks, 1917.
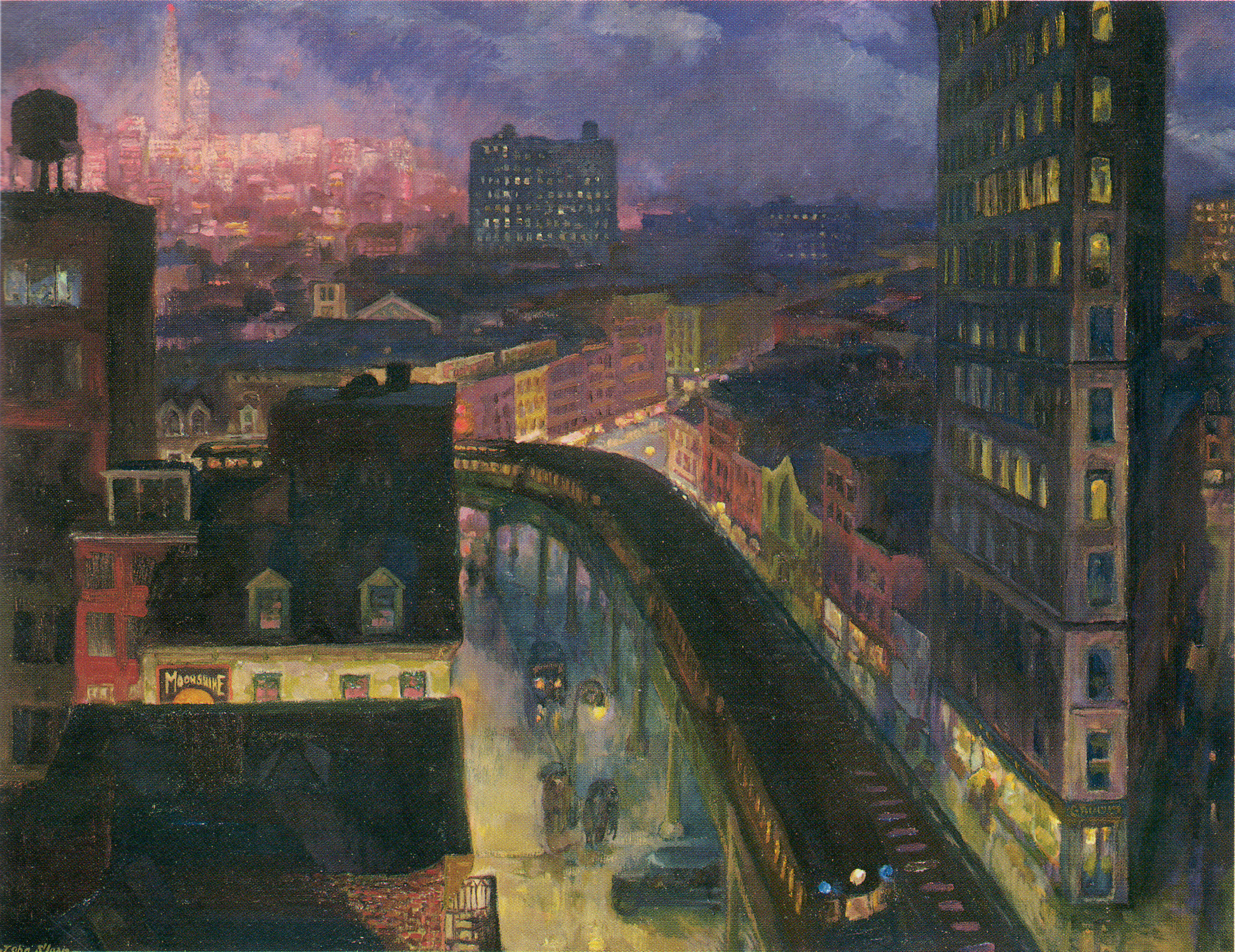
Greenwich Village, de John French Sloan, 1922.

### Pintura social después de la Primera Guerra Mundial

#### Realismo social estadounidense

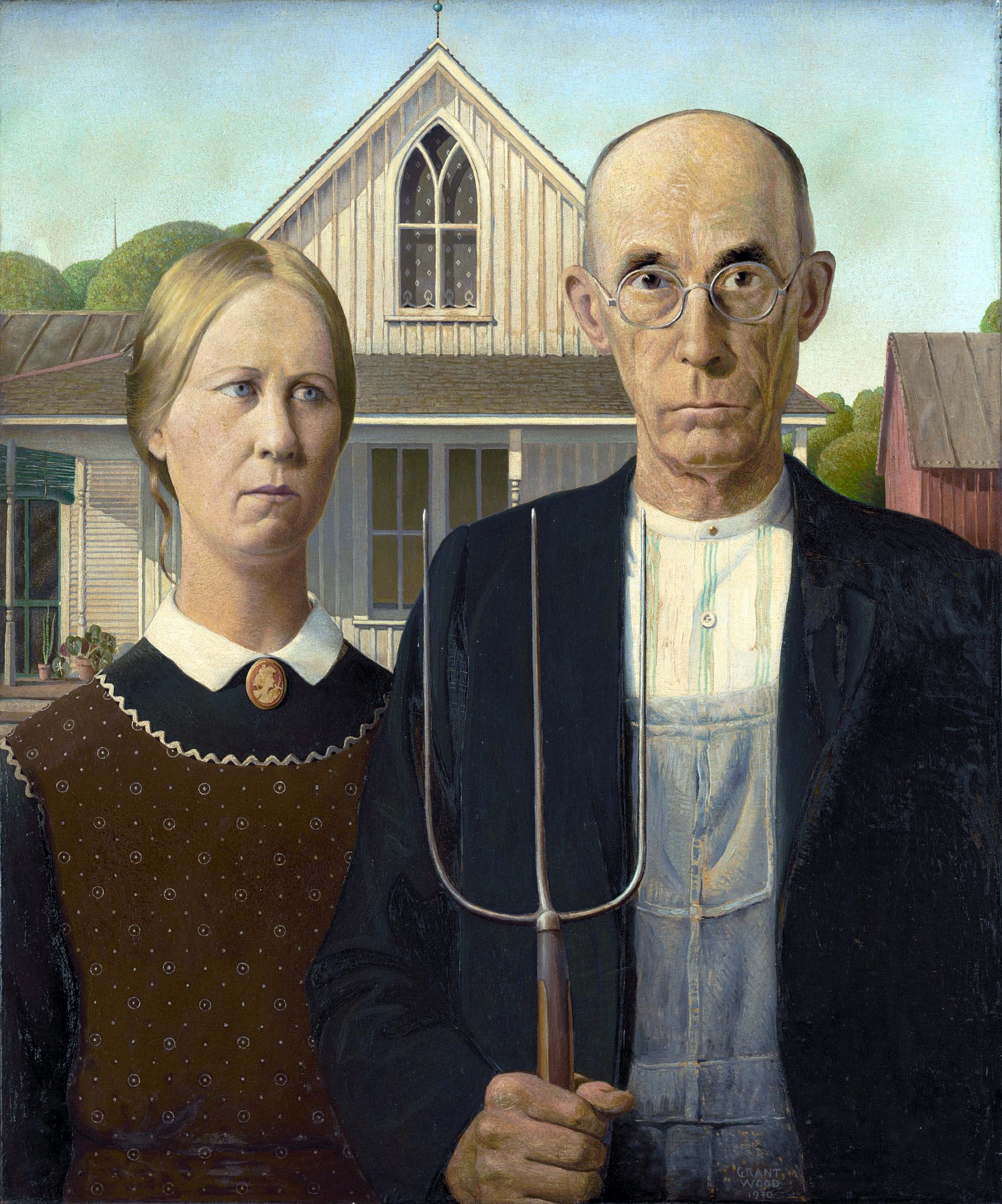
American Gothic, de Grant Wood, 1930.

En la Gran depresión de los años 30 se desarrollan movimientos artísticos de carácter realista en pintura, precedidos por la escuela Ashcan.
Entre los artistas de la época, se han asociado con el realismo social Edward Hopper, Thomas Hart Benton, Will Barnet, Ben Shahn, Jacob Lawrence, Paul Meltsner, Romare Bearden, Rafael Soyer, Isaac Soyer, Moses Soyer, Reginald Marsh, John Steuart Curry, Arnold Blanch, Aaron Douglas, Grant Wood, Horace Pippin, Walt Kuhn, Isabel Bishop, Paul Cadmus, Doris Lee, Philip Evergood, Robert Gwathmey, Adolf Dehn, Harry Sternberg, Louis Lozowick, William Gropper, Philip Guston, Jack Levine, Ralph Ward Stackpole, John Augustus Walker y otros.
En fotografía se han denominado como realismo social la  obra de Walker Evans, Dorothea Lange, Margaret Bourke-White, Lewis Hine, Edward Steichen, Gordon Parks, Arthur Rothstein, Marion Post Wolcott, Doris Ulmann, Berenice Abbott, Aaron Siskind, Russell Lee, Ben Shahn, Manuel Rivera-Ortiz y otros.

#### Realismo social mexicano

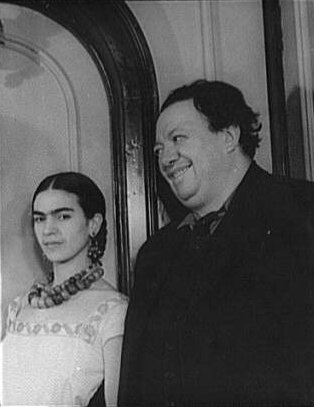
Frida Kahlo y Diego Rivera